# 大礼服

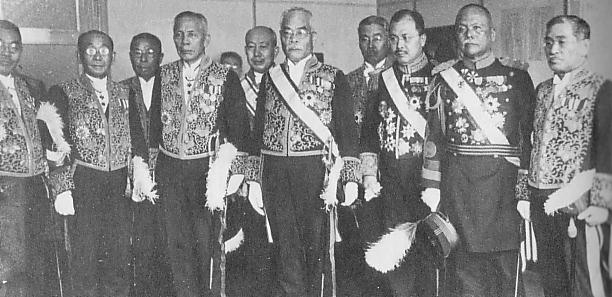
大礼服姿の濱口内閣の閣僚たち。濱口雄幸内閣総理大臣（中央）はじめほとんどの閣僚は勅任官大礼服。宇垣一成陸軍大臣（右から2人目）は陸軍の正装、外務大臣の幣原喜重郎男爵（右から3人目）は有爵者大礼服。

大礼服（たいれいふく、旧字体：大禮服󠄁）は、明治時代から太平洋戦争敗戦までの日本において使用されていた、エンパイア・スタイルの宮廷服（court dress）。明治初頭に導入され、その後大日本帝国憲法発布に至る立憲君主制確立の過程で整備・確立された、いわゆる「大日本帝国の服制」における最上級の正装であった。皇族や華族（有爵者）および文官などの大礼服は諸法令により制式が定められていた。

## 沿革

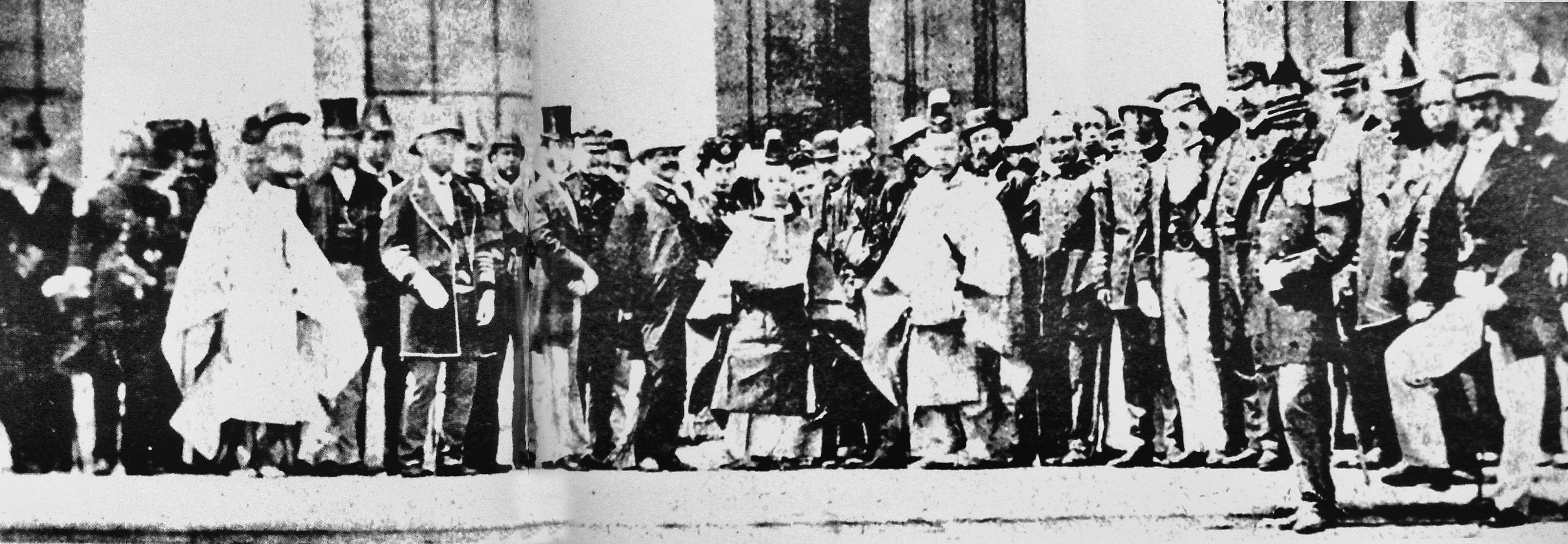
明治4年2月15日（1871年4月4日）、造幣局創業式に出席した政府高官、各国公使。中央の右大臣三条実美は烏帽子狩衣。西洋風軍服に丁髷の人物が見られる。

明治維新当初、新政府を構成した人々の服装は江戸時代の身分によって、公家の衣冠・狩衣、武家の直垂・裃、西洋化された藩兵の西洋式軍服とまちまちであった。例えば、明治元年（1868年）の東幸では服装について、出立と入城の際は衣冠で道中は狩衣とすべきと主張する公家の中山忠能と、狩衣は入城の際のみとして道中は直衣・直垂を任意とすることを希望する同じ議定で武家の伊達宗城の間で意見が対立した。その結果、道中は狩衣と直垂の着用を任意とされ、入城の際は衣冠の着用も可とされた。しかも、衣冠・狩衣・直垂は各自で色や紋が異なるため行列の服装は全く統一されず、威厳とは程遠いものだった。更に、沿道警護の兵は西洋式軍服姿であったが、これも洋服の着こなしに慣れていないために統一性を欠いており、アーネスト・サトウからは、行列の威厳が損なわれたのは「だらしがない兵隊のせいである」と酷評された。この統一性のない服装の行列は明治2年（1869年）の東幸でも変わらなかった。
そのため、維新政府には統一された新たな服制が必要となり、明治2年5月の官吏公選によって発足した新体制では、刑法官知事へ就任した嵯峨実愛が岩倉具視の意を受けてこの問題を担当することになった。そして、11月2日の集議院に於いて、岩倉の提議により、嵯峨が蜷川式胤らの協力により考案した新政府の官員が着用する制服について審議されることとなった。しかし、このとき提案された冠服は、公家の服装を基にしたものであったため、武家出身者からの反発に遭った。このような混乱を収束するために、明治4年9月4日（1871年10月17日）、「服制改革内勅」が出された。この内勅は従来の服装に拘る華族に対するもので、衣冠などの服装は軟弱であり、神武天皇や神功皇后の頃の姿に戻るべきとしている。この「神武・神功の頃の姿」とは「筒袖・細袴」を意味しており、洋服もまた「筒袖・細袴」なので、洋服は日本人本来の姿と相通ずるものであることを示唆している。そして、“神武創業”の精神に立ち返って新しい服制を創造しようと呼びかけている。
翌明治5年（1872年）、明治5年11月12日太政官布告第339号（大礼服及通常礼服ヲ定メ衣冠ヲ祭服ト為ス等ノ件）をもって文官と非役有位者の大礼服を含む服制が規定され、明治5年11月29日太政官布告第373号 (大礼服及通常礼服著用日ノ件) により着用規定が定められた。大礼服は当時ヨーロッパ宮廷での最上級正装として使用されていた宮廷制服（Court uniform）に倣って新たに定められた。第339号布告では、これらの大礼服に対して現代の正装であるホワイトタイの燕尾服が通常礼服とされた。通常礼服は小礼服とも呼ばれ、民間人などの大礼服が制定されていない者はこれを正装とした。そして、通常服はフロックコートであった。太政官布告で「大礼服並上下一般通常礼服ヲ定メ、衣冠ヲ祭服トナシ、直垂、直衣、裃等ヲ廃ス」として和服は祭事のみで、洋服が正式になった。
明治6年（1873年）、文官と非役有位に続いて皇族大礼服が制定された（明治6年2月22日太政官布告第64号）。皇族大礼服はその後明治9年（1876年）と明治44年（1911年）に改正されている。
明治17年（1884年）、「華族令の奉勅」 （明治17年7月7日宮内省達）が公布されたのに伴い、明治17年10月25日宮内省乙第8号達を以って有爵者大礼服が制定された。続いて、同年10月29日太政官達第91号ではガウン型の宮内官大礼服（侍従職・式部職の勅任官・奏任官）が定められた。その後、明治21年（1888年）から明治22年（1889年）にかけて他の職員の制服が整備され、大礼服も定められた。宮内官の制服はその後明治44年（1911年）と昭和3年（1928年）に大改正が行われている。

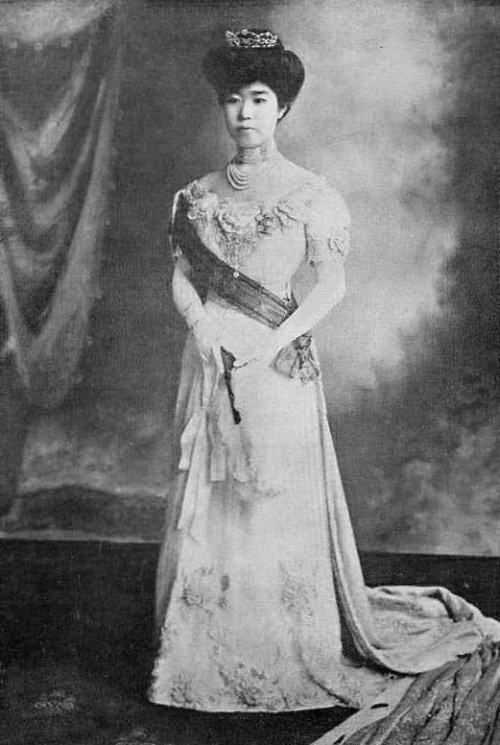
マント・ド・クール（女性用大礼服：北白川宮成久王妃房子内親王）

明治19年（1886年）6月23日の宮内省内達により、婦人の礼式相当の西洋服装が規定された。女子の大礼服はマント・ド・クールとされ、「新年式ニ用ユ」とされた。中礼服のローブ・デコルテと小礼服のローブ・ミーデコルテは共に「夜會晩餐等ニ用ユ」とされ、通常礼服のローブ・モンタントは「裾長キ仕立ニテ宮中晝ノ御陪食等ニ用ユ」とされた。
また、翌明治20年（1887年）1月には皇后より洋服を奨励する思召書が出され、「勉めて我が國産を用ひんの一言なり。もし、能く國産を用ひ得ば、傍ら製造の改良をも誘ひ、美術の進歩をも導き、兼ねて商工にも、益を與ふることおおかるべく」と国産の洋服の着用を呼びかけている。
同年12月4日には文官大礼服の図式が改正されたが、この際判任官のものは改正されず、その後は下級官吏も小礼服を使用した。大礼服は官員各自が自費で調製するものとされたが、下級官吏には負担が大きかった。菊池武夫が同じ洋服店で三つ揃いの背広と奏任官大礼服を誂えたところ、背広は28円だったのに対し、大礼服は220円かかっている。
女子の大礼服はさらに高額であり、ドイツに発注した昭憲皇太后の大礼服一式が13万円かかったほか、上杉茂憲伯夫人が明治34年（1901年）末に日本橋白木屋洋服店でしつらえた大礼服一式は、1028円81銭の領収書が残っている。同家服飾費の2年半分であったという。ベルツは女子大礼服の採用に異議を唱えたのに対し、伊藤博文は欧米から見下げられない儀礼を志向して退けた。
明治41年（1908年）、熱帯地域又は炎暑酷烈なる地方に勤務する外交官のために明治41年3月2日、勅令第15号（外交官及領事官大礼服代用服制）を以って大礼服の代用となる服装が制定された。その後、南洋群島に在勤する文官にも大礼服及び小礼服（燕尾服）の代用となる礼服が大正15年（1926年）9月29日、勅令第311号（南洋群島在勤文官礼服代用服制）により制定された。これらは何れも白色のチュニックであった。広田弘毅や沢田廉三、南洋庁官員の着用した姿が、ニュース映画で確認できる。
陸軍武官で大礼服に相当するものは正装と呼ばれた。海軍武官のものは当初「大礼服」と呼称していたが、後に「正服」、更に「正装」と改称した（海軍の正装を参照）。これら武官の正装は大礼服とは違い、私的な冠婚葬祭にも着用できた。
これらの大礼服は昭和に入っても、大正天皇の大喪儀、昭和天皇の即位の礼（御大典）といった国や宮中の式典・行事のほか、イギリス王族・グロスター公爵の訪日、満州国皇帝・溥儀の第1回訪日奉迎など、各種外交儀礼で用いられた。しかし日中戦争の勃発後は、戦時色が濃くなるに従って、大礼服着用の慣行はなくなっていった。昭和13年（1938年）7月2日、「事変」中に正装・礼装・通常礼装の着用を停止させる一方、宮中儀式も簡素化するという宮内省の発表が出たことで、公の場から大礼服はその姿が消え去ることになった。昭和15年（1940年）に内閣総理大臣となった米内光政は、予期せぬ大命降下でモーニングコートの仕立てが間に合わず、代わりに海軍の正装で親任式に臨んだ。
終戦後、太政官布告は「内閣及び総理府関係法令の整理に関する法律」(昭和29年7月1日法律第203号) により廃止され、関連法令もほとんどが廃止となった。また、廃止について明文規定のないものも実効性喪失とされている。一方、文化出版局の服飾辞典によると、ヨーロッパ諸王国、フランス、ポルトガル、南アメリカ諸国、タイ王国などでは、現在でも男性用大礼服に相当するエンパイア・スタイルの宮廷服が使用されている。

## 文官大礼服

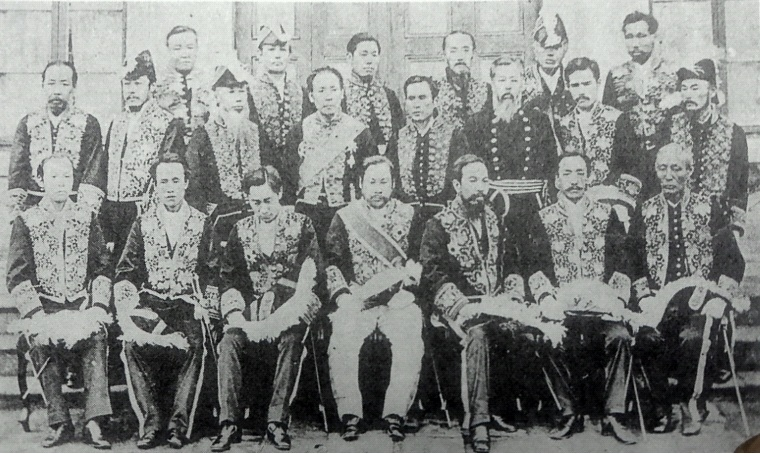
様々な“明治5年制式文官大礼服”が見られる明治12年（1879年）の元老院議官集合写真

文官大礼服は明治5年11月12日太政官布告第339号により定められた。しかし、その前に日本を出発し、制定のための事情調査も行っていた岩倉使節団（担当は林董）は、ヴィクトリア女王との謁見のスケジュール上デザインの最終決定を待つことが出来ず、それまでの本国とのやり取りを基に滞在先のイギリスで大礼服の製作を始めてしまった。しかし、使節団から報告されたこの大礼服は、技量が未熟だった当時の日本の洋服店では作成することが出来ないと判断され、その通りのデザインは採用されなかった。そのため、太政官布告の大礼服は使節団のものとは大きく異なっていた。また、この布告は法令としての書式も未熟なものであり、細部についての取決めが不充分なこともあって作制者による違いが見られた。
更に服制自体にも問題があった。勅任官の袴（ズボン）は白とされていたが、ヨーロッパでは白ズボンは特別な儀礼の際のみに用いられるものであった。このことは、岩倉使節団がドイツを訪問した際にはビスマルクにまで指摘されている。そのため、明治10年9月18日太政官第65号達により上衣と同じ黒羅紗製との併用とされた。
このようなことから、文官大礼服は明治19年12月4日宮内省達甲第15号により改正された。この改正では斉一を図るため、詳細な服制表や図が官報に掲載され、関係業者には色刷りの見本図が配布された。
この改正は奏・勅任官大礼服の改正であり、判任官の大礼服は対象とされておらず、消滅したものと見なされている。その後、明治25年12月10日宮内省達甲第8号の小改正により、奏任官の側章が変更された。また、昭和6年10月付の内閣書記官長川崎卓吉と陸軍次官杉山元の書簡のやり取り（昭和6年10月6日内閣閣甲第97号及び昭和6年10月15日書記官1第2013号　「文官大礼服制改正ニ関スル件」）からは、宮内官制服令の昭和3年改正に伴い、文官大礼服も改正することが検討されていたことが窺える。
戦後、太政官布告は「内閣及び総理府関係法令の整理に関する法律」(昭和29年7月1日法律第203号)、宮内省達は「皇室令及附属法令廃止ノ件」(昭和22年5月2日皇室令第12号)により廃止された。

明治5年太政官布告第339号別冊図式
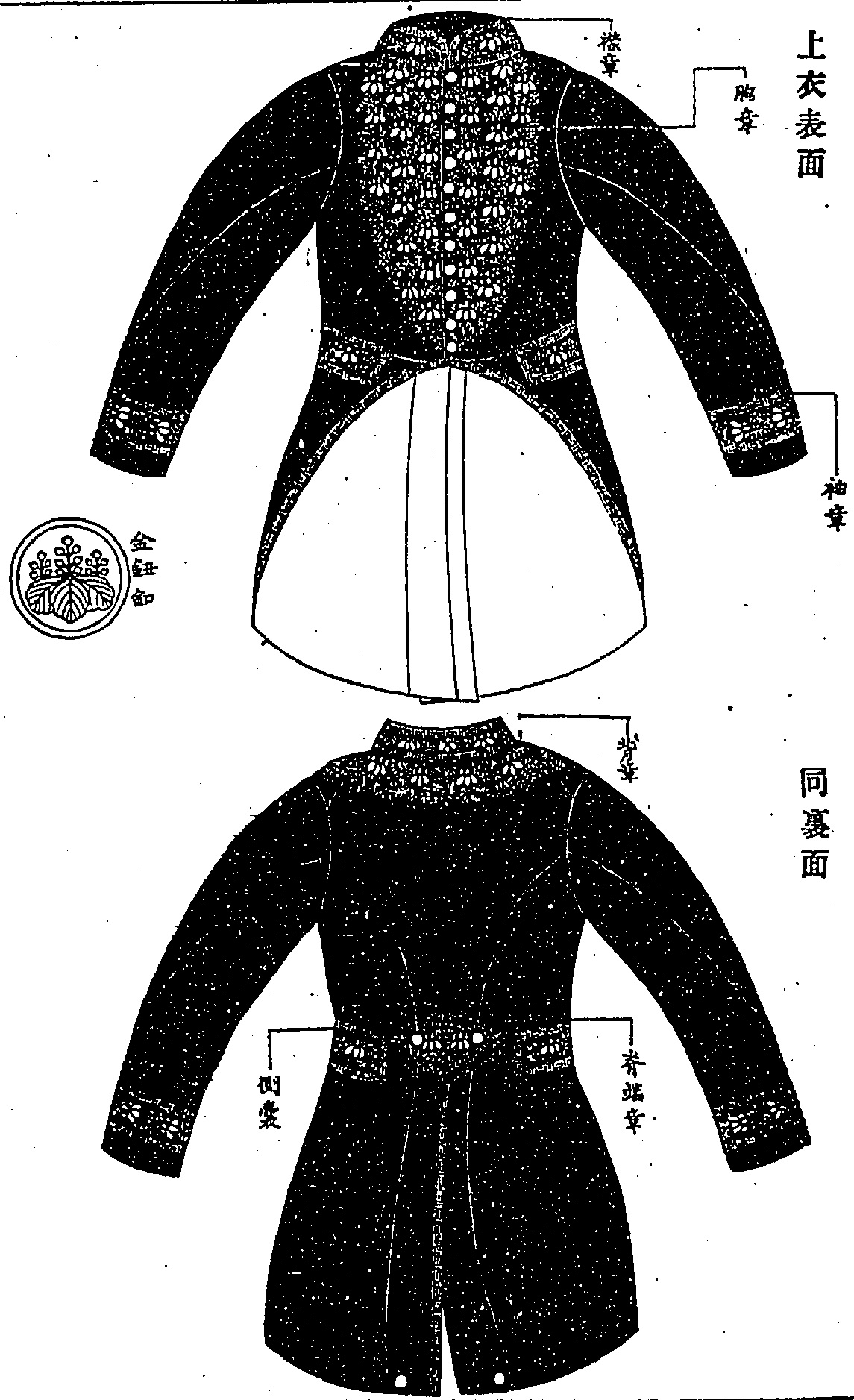
勅任官
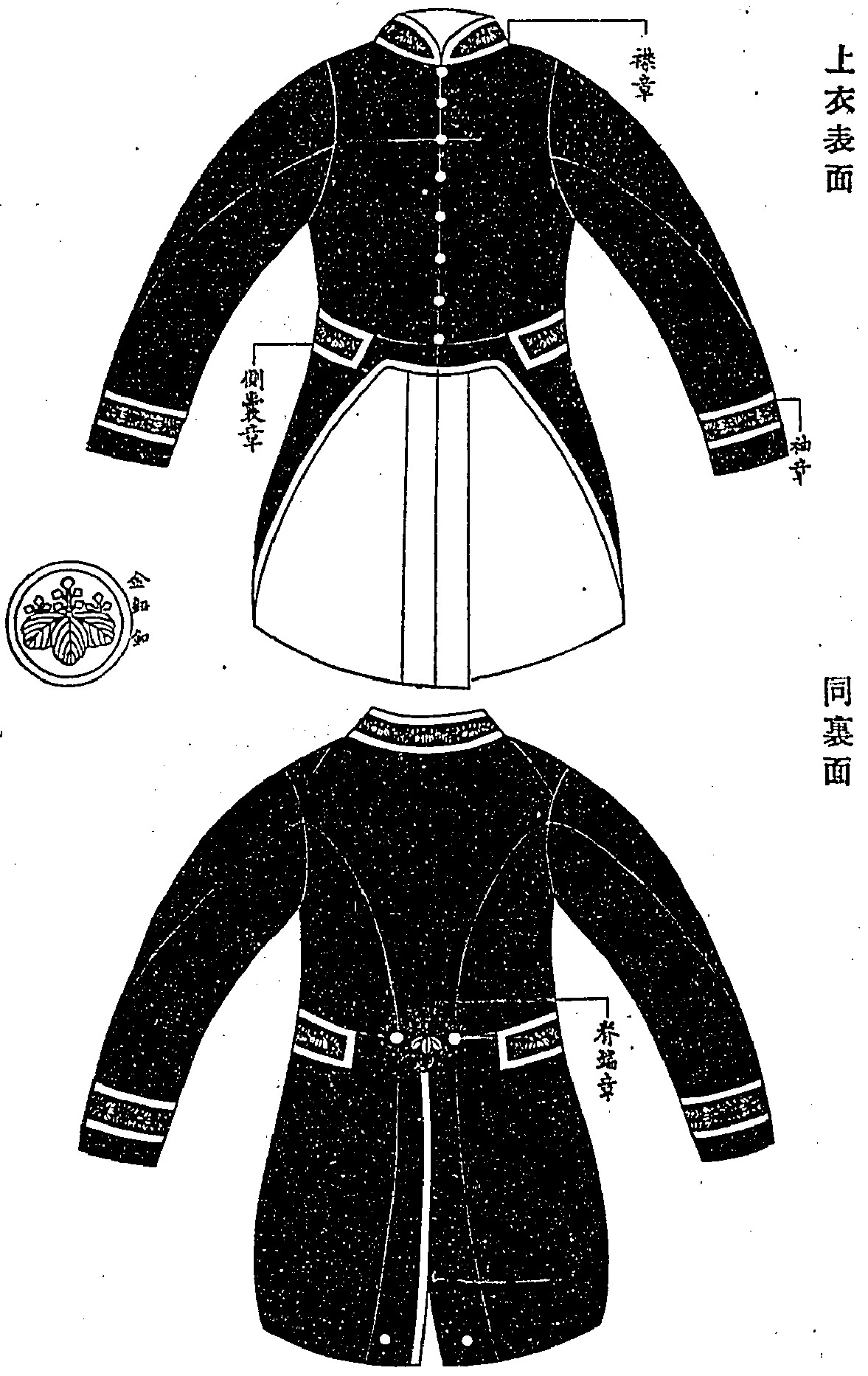
奏任官
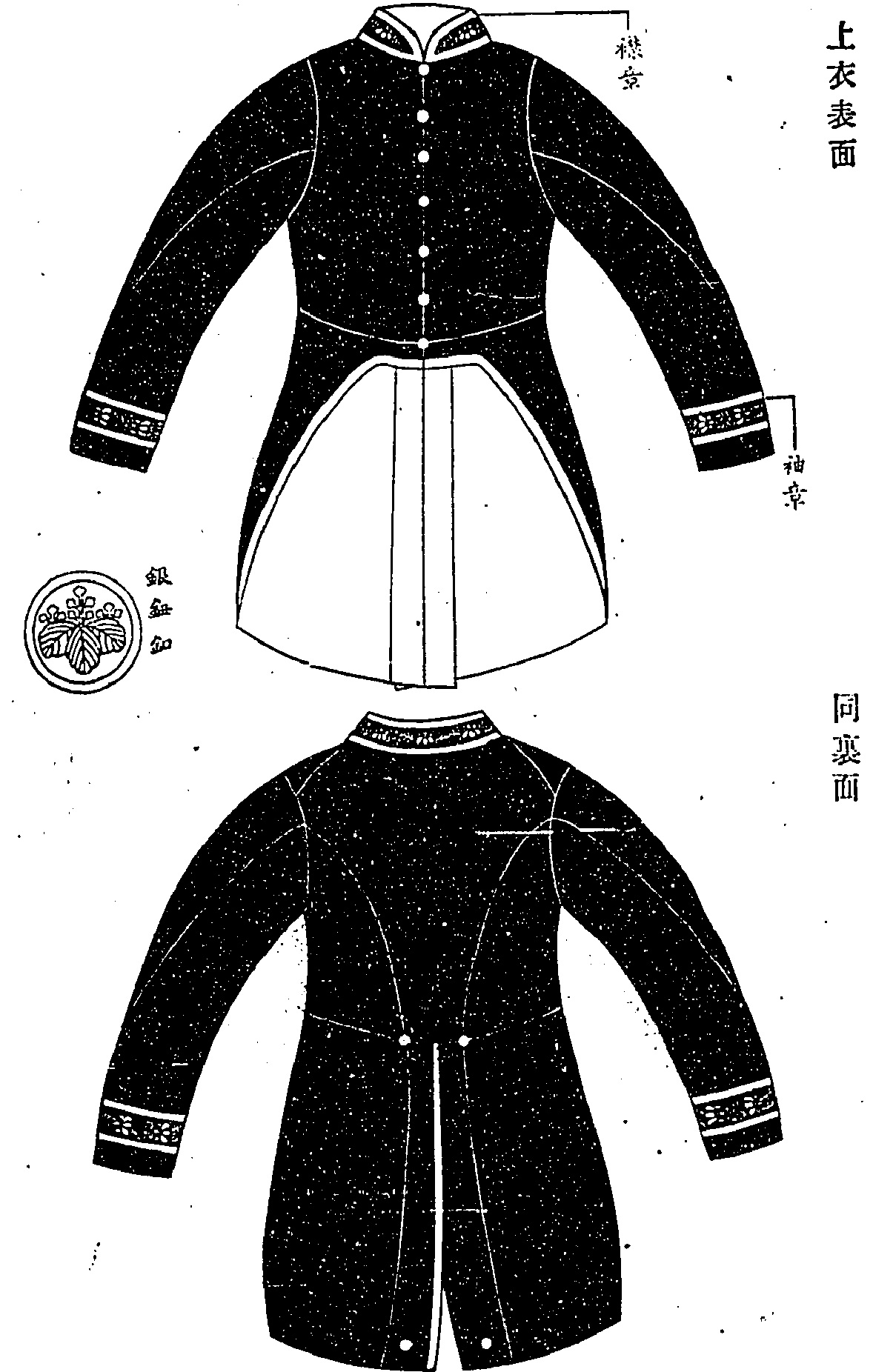
判任官

明治19年12月4日宮内省達甲第15号別冊図式
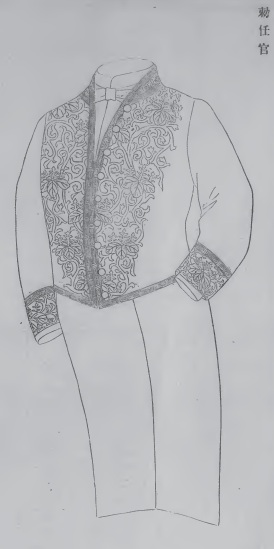
勅任官
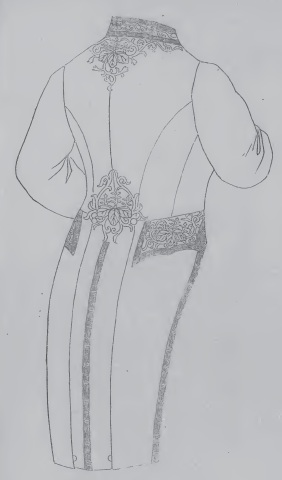
勅任官
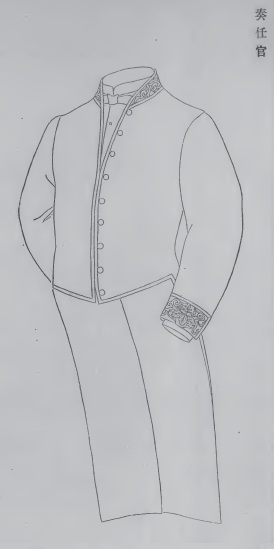
奏任官
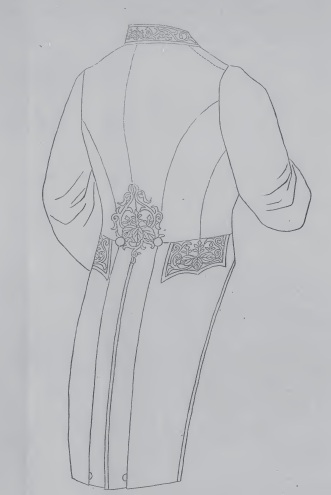
奏任官

明治19年12月4日宮内省達甲第15号弁図式
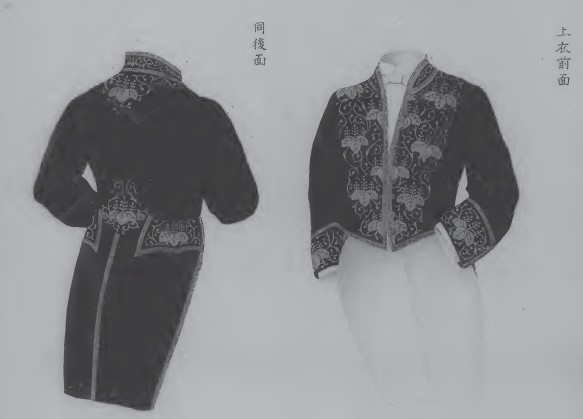
勅任官
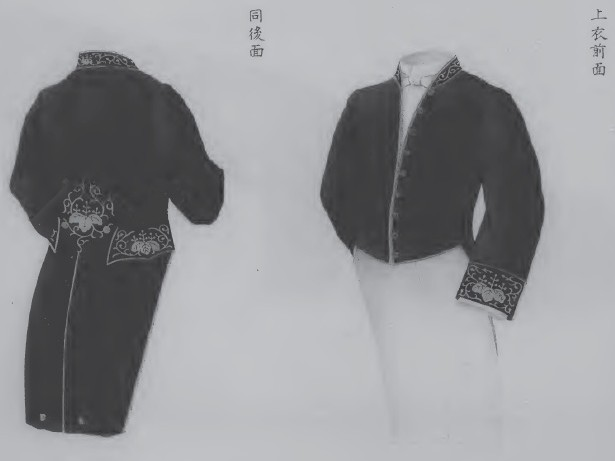
奏任官

### 明治5年制式

岩倉使節団の大礼服
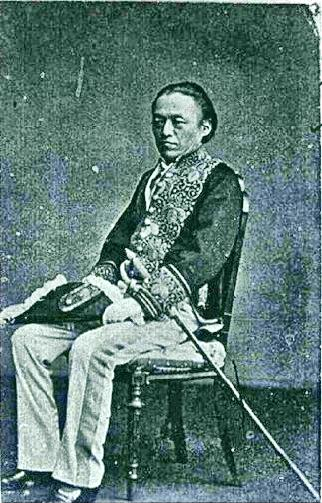
岩倉具視
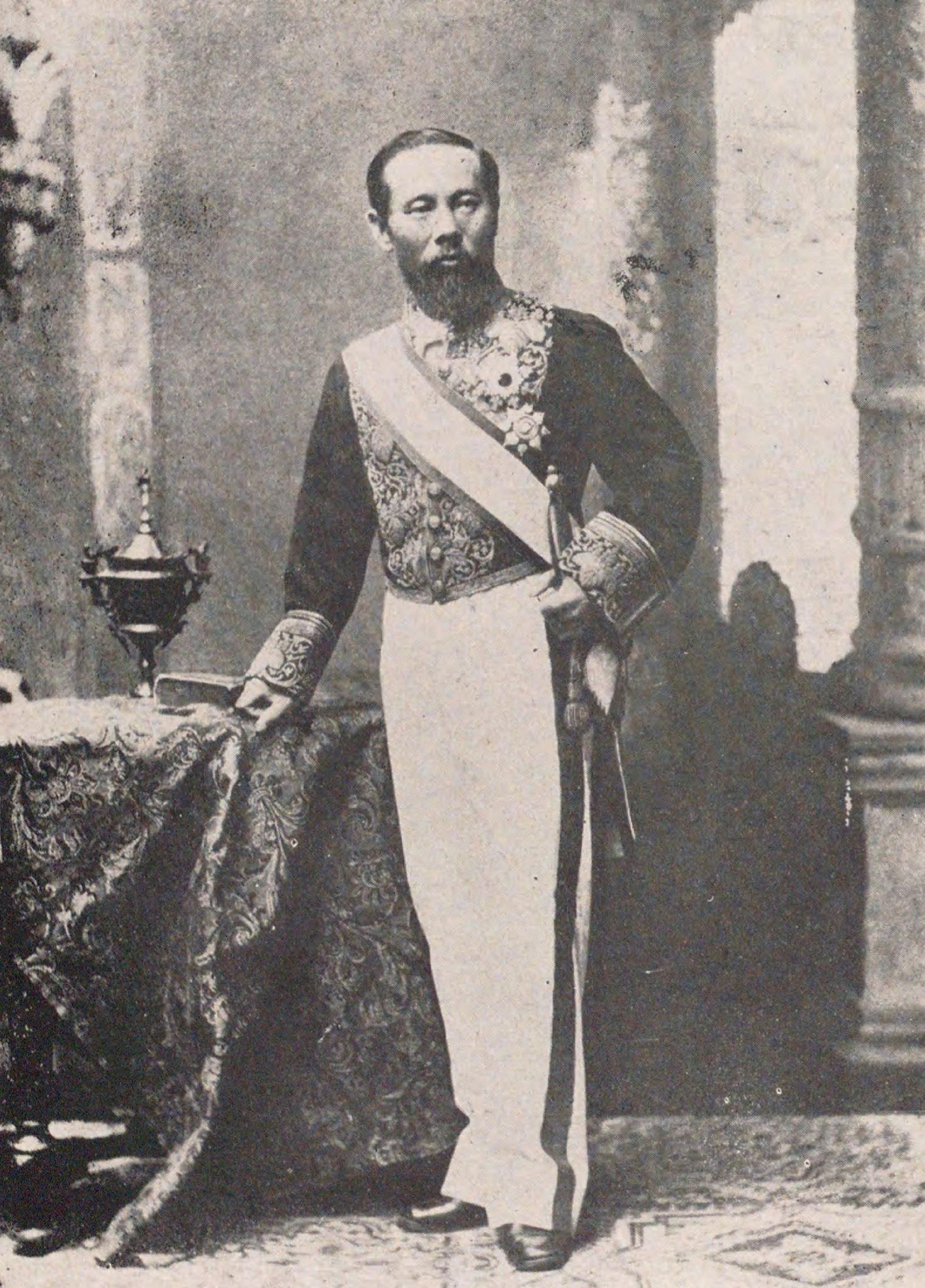
伊藤博文
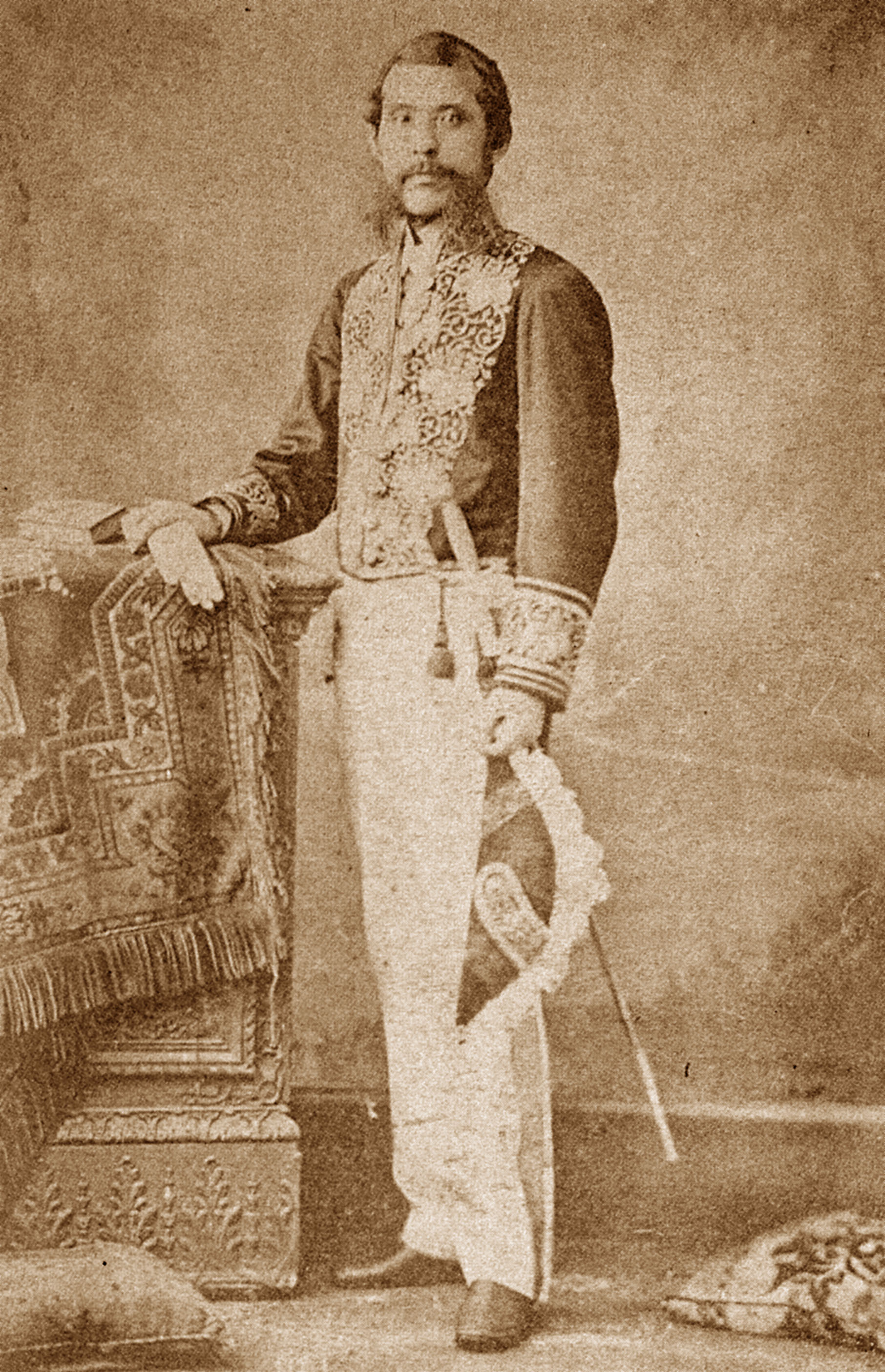
大久保利通
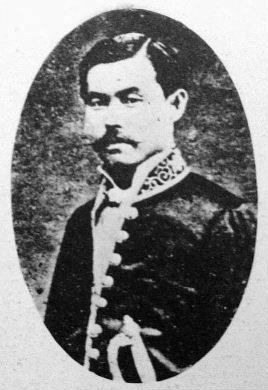
福地源一郎

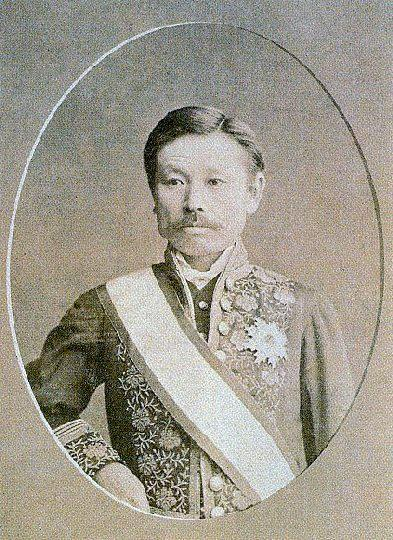
井上馨
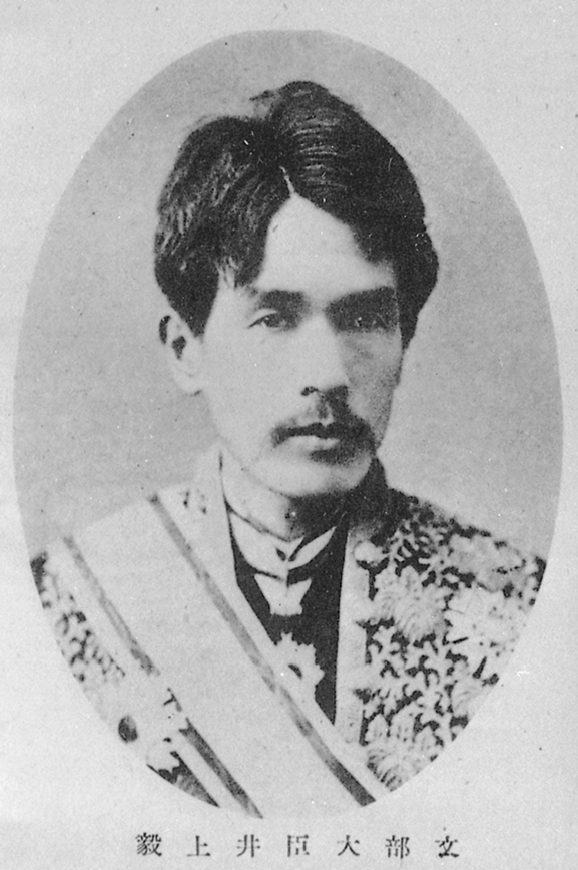
井上毅
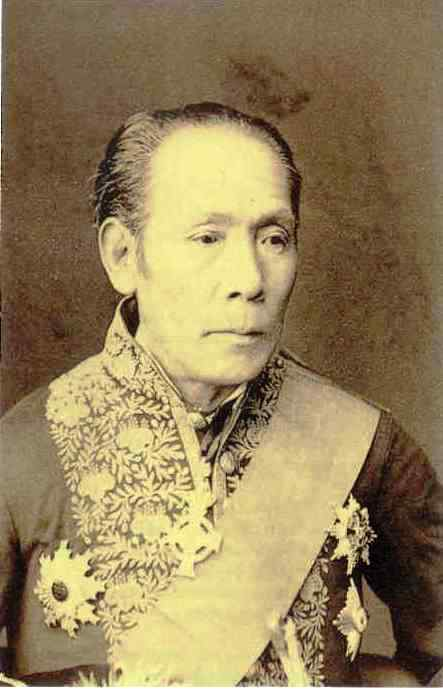
佐野常民
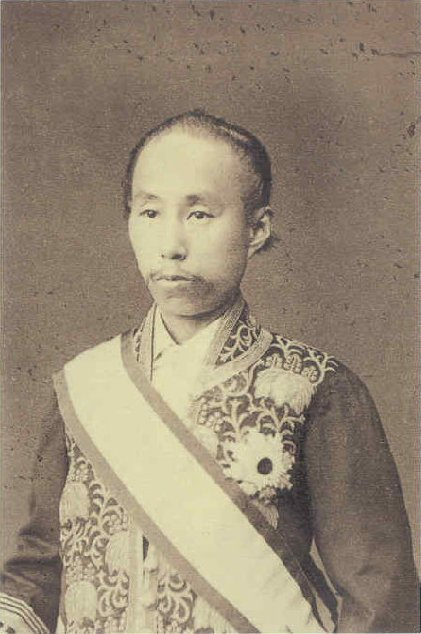
三条実美
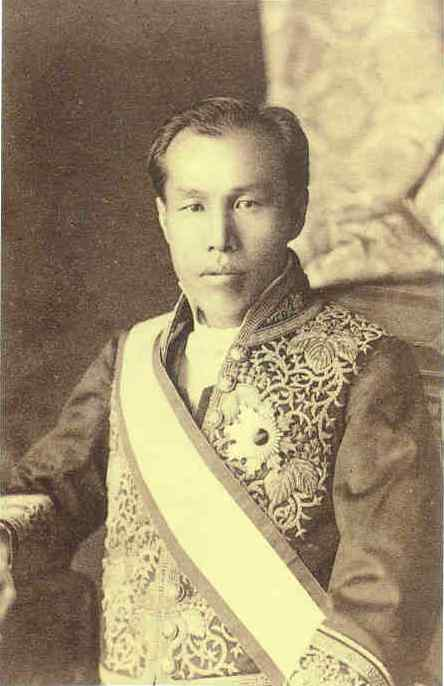
大隈重信
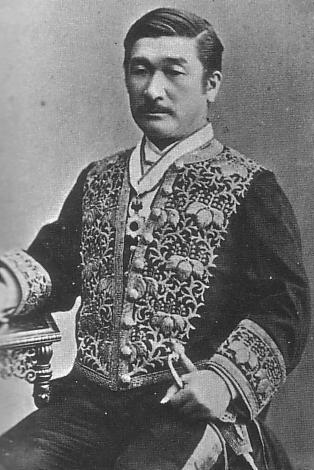
石田英吉
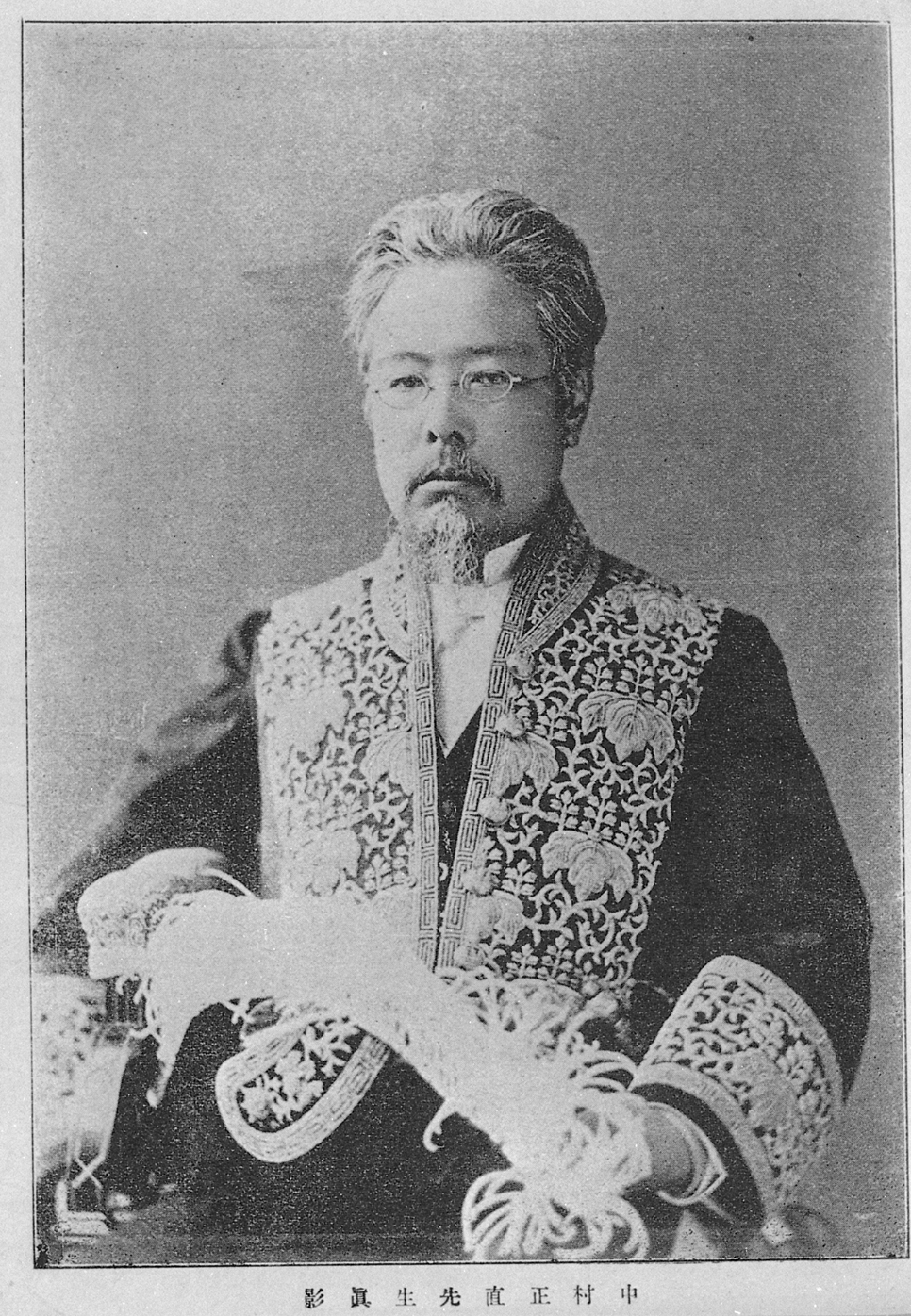
中村正直
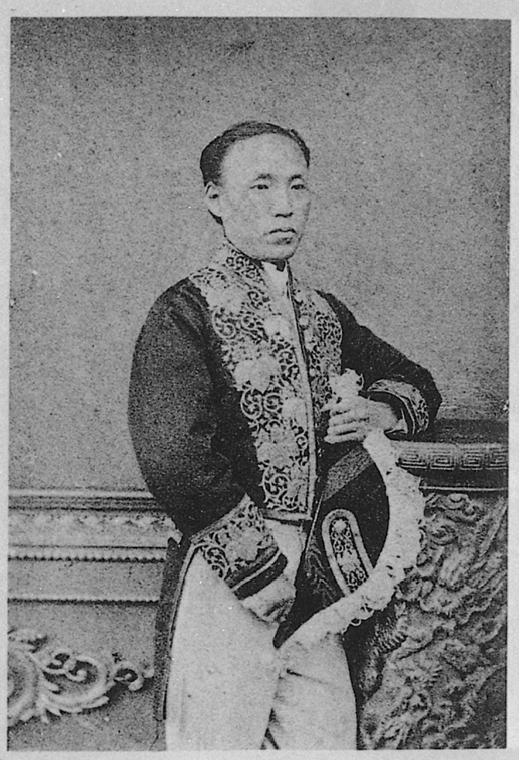
前島密
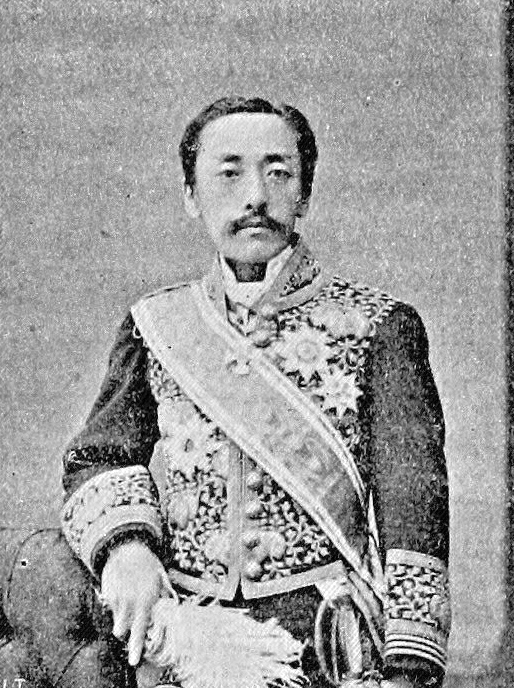
大給恒
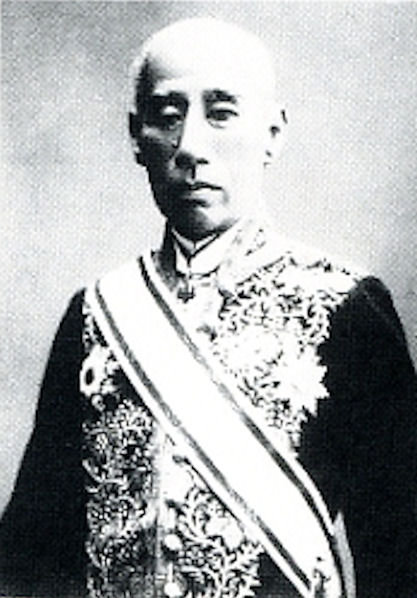
伊達宗城
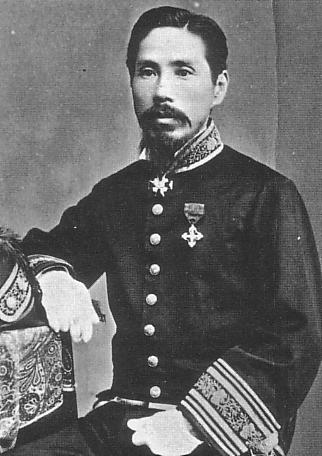
内海忠勝
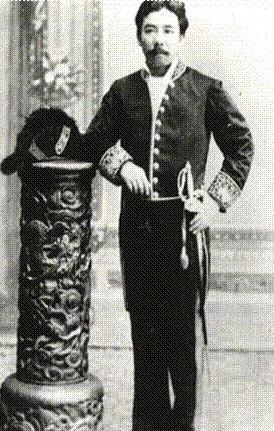
宮城浩蔵

- 岩倉使節団の大礼服
- 岩倉具視
- 伊藤博文
- 大久保利通
- 福地源一郎

#### 構成
帽
勅任・奏任・判任官で共通だが、右側章の繍式飾毛、刺繍、刺繍の密度、釦に差異がある。
上衣
黒羅紗製のフロック型。全部各処の飾章について、勅任は五七の桐を用いて、これに桐蕾章を稠密に絡繍する。奏任は五三の桐を用い桐蕾章は勅任に比して疎にする。判任もまた五三の桐を用いるが桐蕾章は奏任に比して疎にする。
上衣飾章の部分
勅任は襟・背・胸・袖・側襄・背端にする。奏任は襟・袖側襄・背端のみにする。判任は襟・袖のみにする。飾章及び上衣の周縁に、勅任は雷紋を繍附し、奏任及び判任は無地の単線を用いる。
等級標条
両袖飾章に繞繍する。その条線は巾一分として、その中間は八厘とする。勅奏判任共各下等を一条として上等毎に一条を加える。
釦
勅任は金地に五七の桐、奏任は金地に五三の桐、判任は銀地に五三桐を鏤める。そして、上衣に用いるには巾三厘の周縁を凸彫する。また、帽の右側章に附する釦があるが、上衣の釦と同じ。

下衣
勅任は白、奏任は鼠、判任は紺の羅紗製ベスト。明治10年9月18日太政官第65号達により、勅奏任官用に黒羅紗製のものが追加された。
袴
勅任は白、奏任は鼠、判任は紺の羅紗製トラウザー。明治10年9月18日太政官第65号達により、勅奏任官用に黒羅紗製のものが追加された。

#### 等外官の服制
通常礼服（黒の燕尾服）を用いる。但し、等外一等より四等に至り各袖端に等級の標條を紆う。

### 明治19年改正

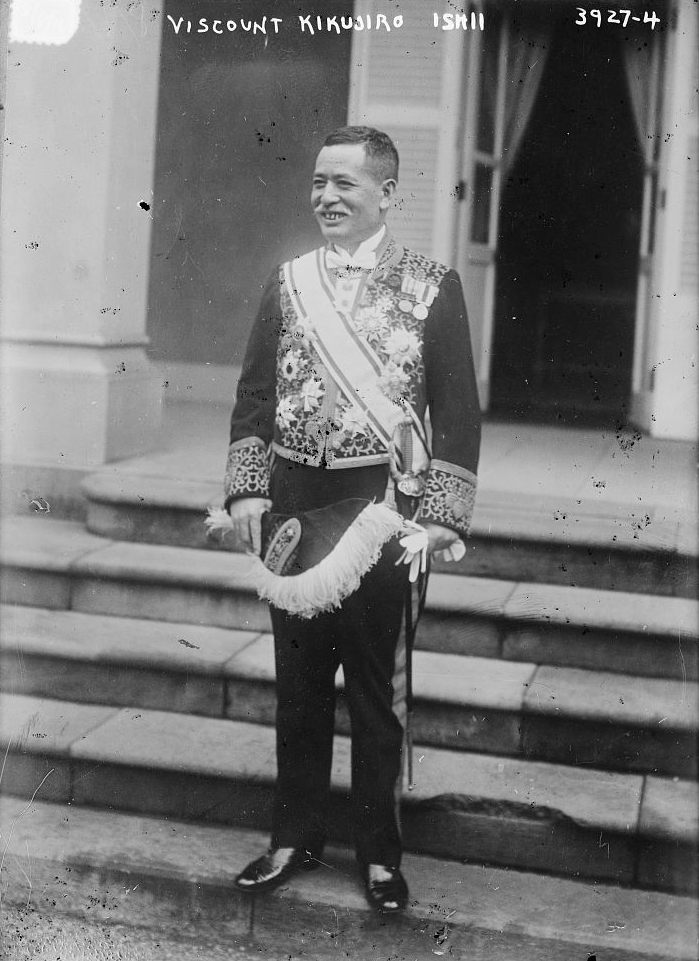
石井菊次郎

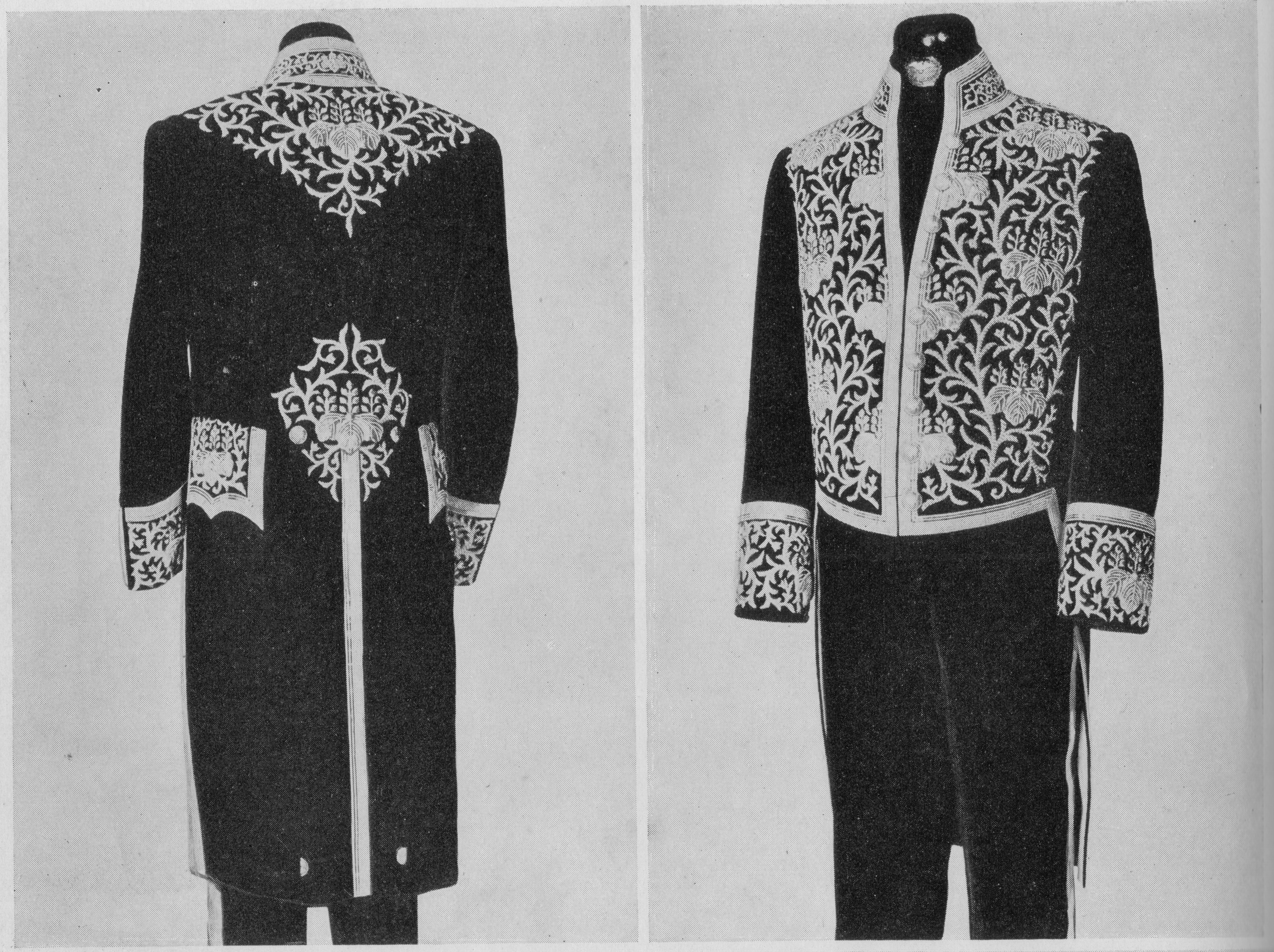
勅任官大礼服　前面及び後面
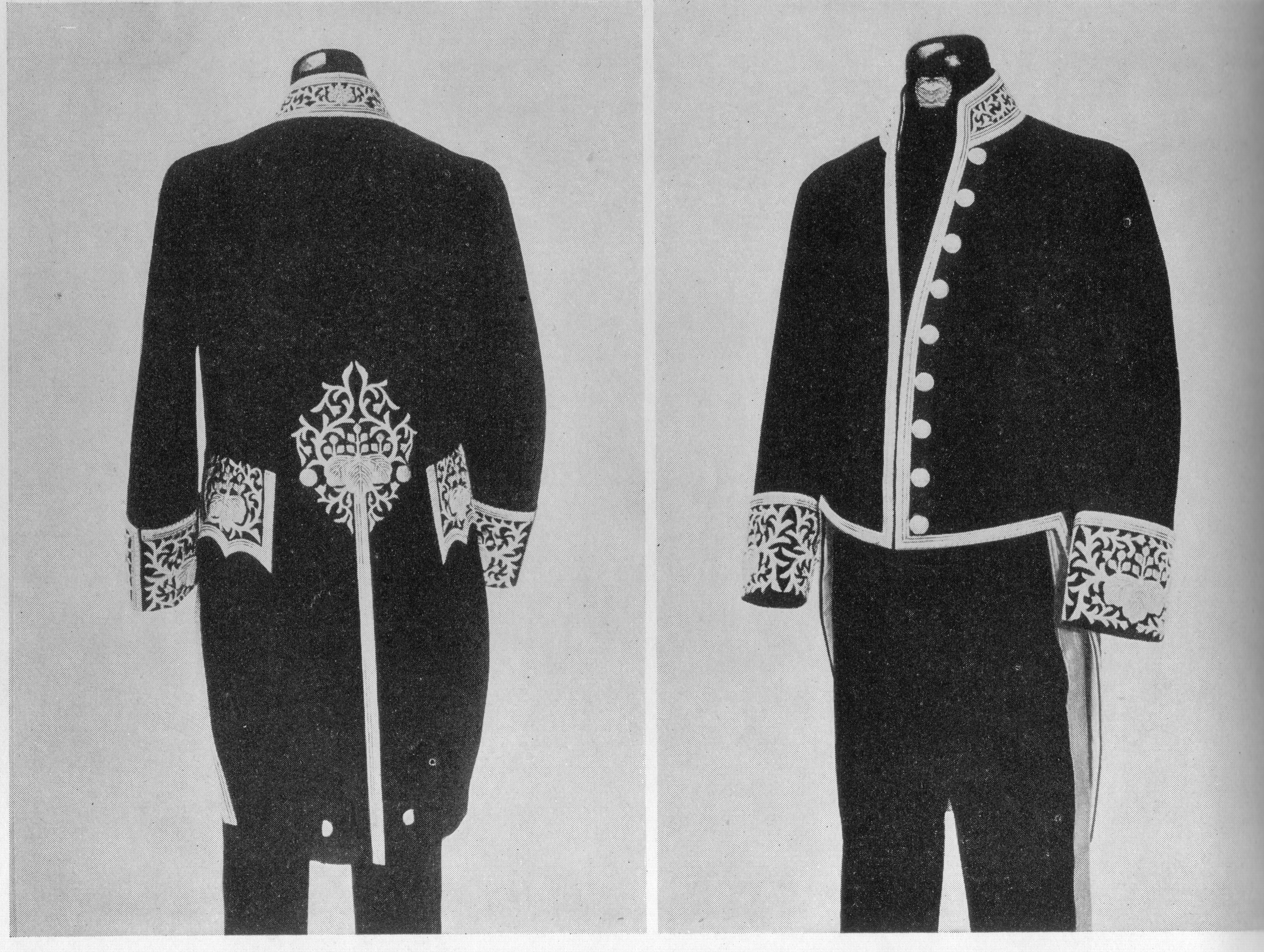
奏任官大礼服　前面及び後面
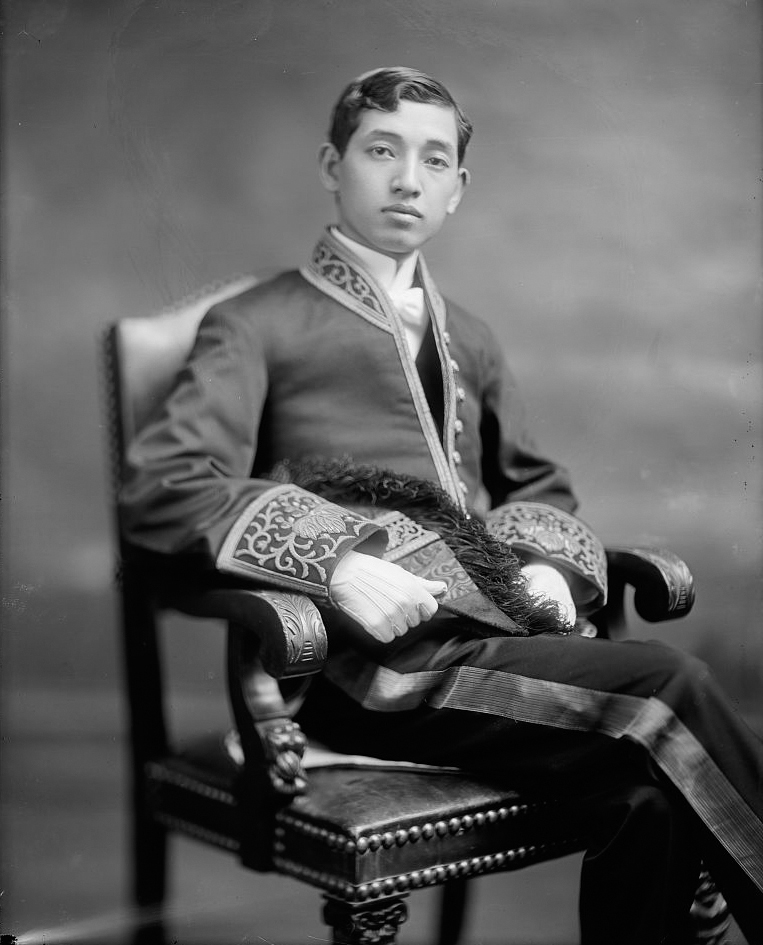
奏任官大礼服の斎藤博
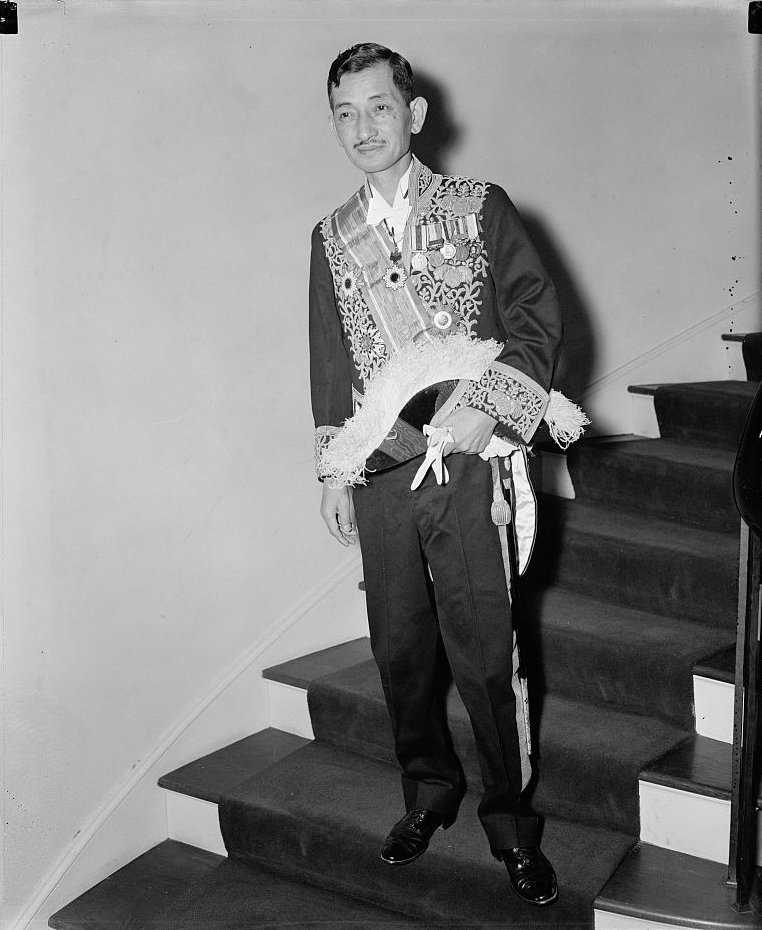
勅任官大礼服の斎藤博

## 非役有位大礼服
非役有位者の大礼服は文官大礼服と同じく明治5年11月12日太政官布告第339号により定められた。非役有位（ひやくゆうい）者とは、勅任官・奏任官等の官職にはないが、位階を有する者を指す。当初は官職にない華族が主な着用者であったが、爵位制度発足により、華族の戸主は有爵者大礼服を使用するようになった。ただ「従四位以上ハ爵ニ準シ礼遇ヲ享ク」（叙位条例第5条）とされ、従一位は公爵、正二位は侯爵、従二位は伯爵、三位は子爵、四位は男爵に準じた礼遇を受けた。また、政党出身の閣僚経験者も、在任時の位階によってこの大礼服を着用した。
四位以上の服制は勅任に准じ、五位以下は奏任に准ずる。但し、飾章は御紋を置くほかに桐蕾の唐草を合繍せず、又背端章は円径二寸の御紋一個を附する。また、明治5年官布告では四位以上も帽の飾毛は黒で、袴の両側章は電紋単章巾五分を用い、五位以下は同じくして袴の両側章は単線巾五分のものを用いるとされていた。明治10年10月8日太政官第74号達により黒羅紗製の袴が追加され、明治44年5月27日皇室令第5号(非役有位大礼服ノ帽ニ関スル件)により四位以上の帽の飾毛が白に改められた。
戦後、太政官布告は「内閣及び総理府関係法令の整理に関する法律」(昭和29年7月1日法律第203号)、宮内省達は「皇室令及附属法令廃止ノ件」(昭和22年5月2日皇室令第12号)により廃止された。

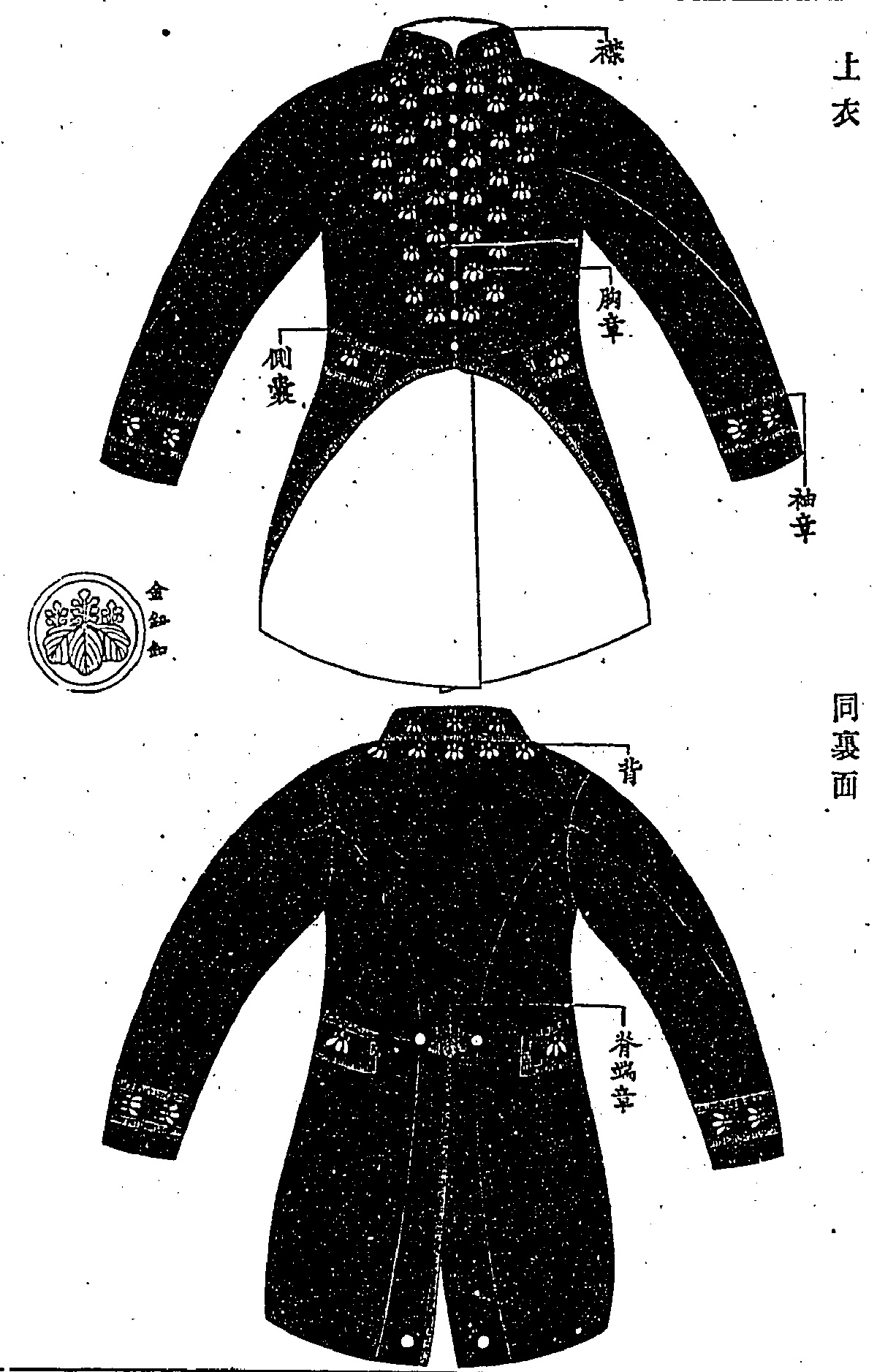
明治5年太政官布告第339号別冊図式四位以上非役有位大礼服
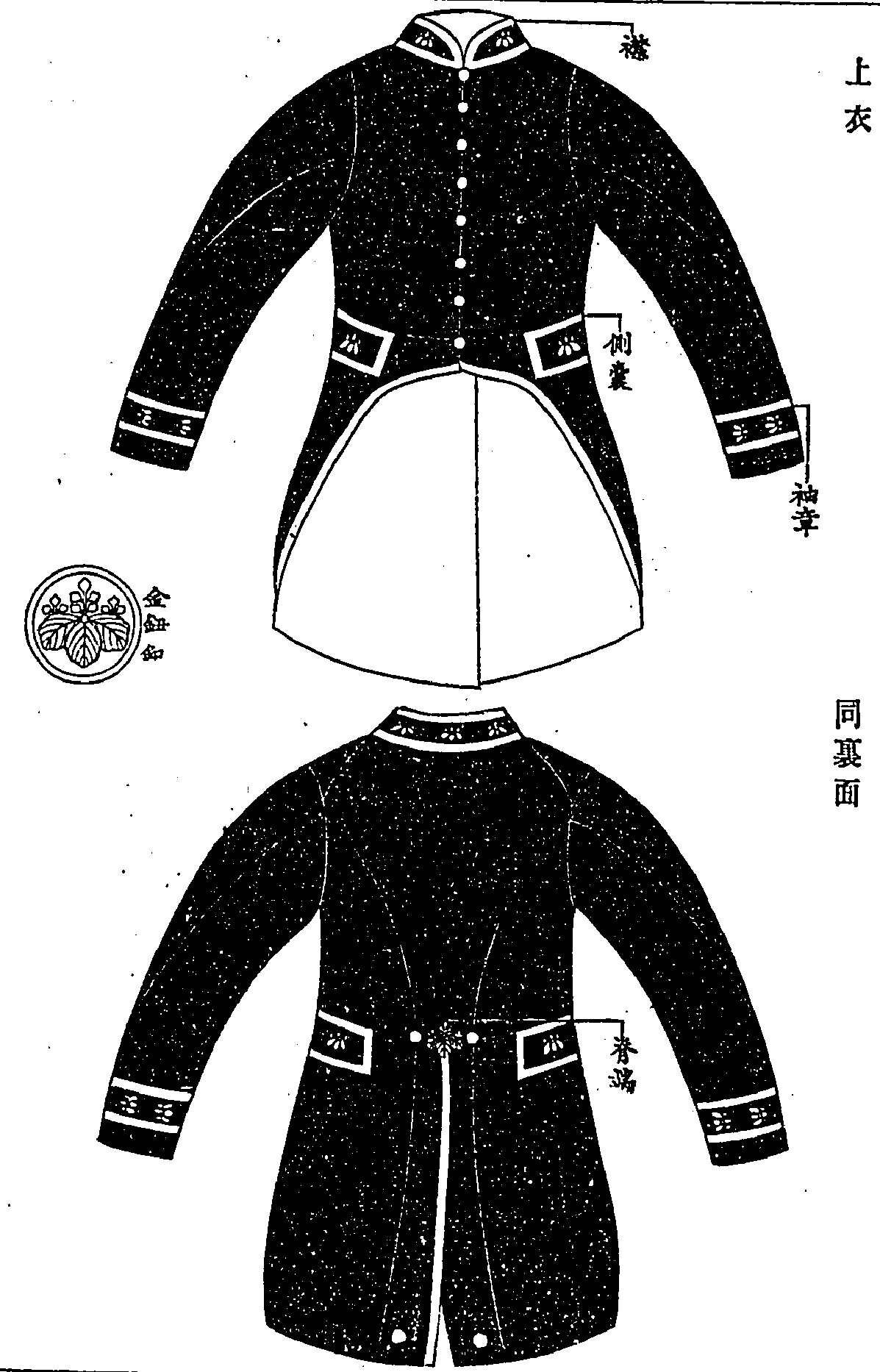
明治5年太政官布告第339号別冊図式五位以下非役有位大礼服
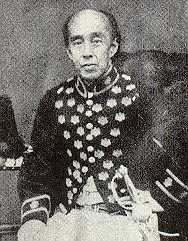
牧野忠恭
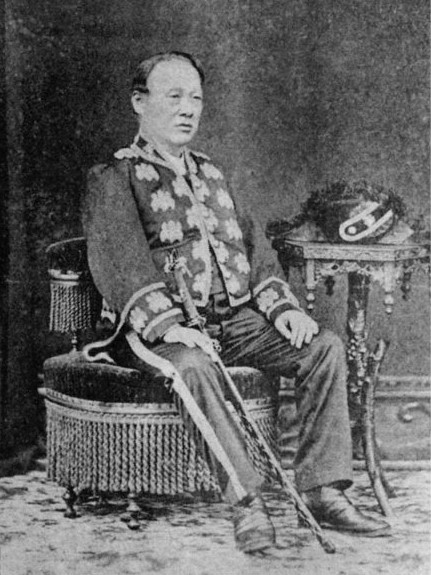
嵯峨実愛

## 西洋式御服

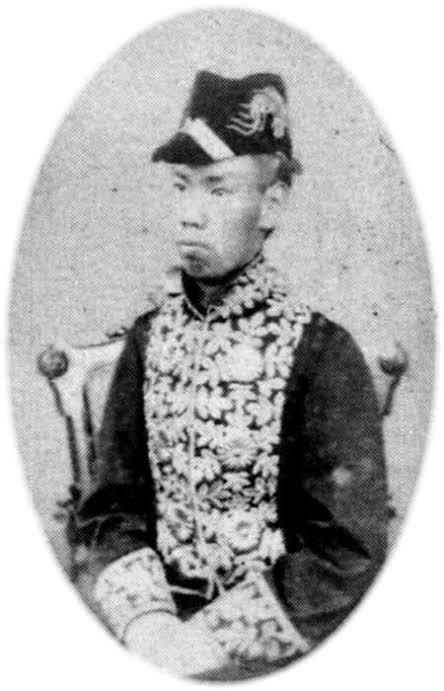
明治5年制定の正服を着用した明治天皇

明治維新により天皇の衣食住も欧米化が進められると、西洋式の御服（天皇の服）が必要となり、明治5年には同年制定の文官大礼服に似た正服（「燕尾形御正服」）が2パターン調製された。当時の明治天皇はまだ髷を結っていたため、帽子にはそれを収められるような工夫もなされた。
しかし、お雇い外国人アルベール・シャルル・デュ・ブスケからフランス皇帝は武官大将の制服を着用し、文官制服は着用しない旨の助言があったため、その直後には軍服風の御服（御軍服・御大禮服）が制定されている。この服は、明治13年10月11日太政官布告第55号により陸軍大将の制服に準じた陸軍式御服が定められるまで使用された。明治13年太政官布告は大正2年11月14日皇室令第9号「天皇ノ御服ニ関スル件」により廃止され、改めて陸軍式御服が制定されると共に新たに海軍式御服も定められた。その後は陸海軍の服制改定に伴い同皇室令が改正された（軍服 (大日本帝国陸軍) #天皇の軍服参照）。
太平洋戦争での敗戦により日本軍が解体されると、廃止された陸海軍式御服に代わり新たな常装の詰襟型御服が制定されたが、これも昭和22年5月2日皇室令第12号「皇室令及附属法令廃止ノ件」を以って廃止された。

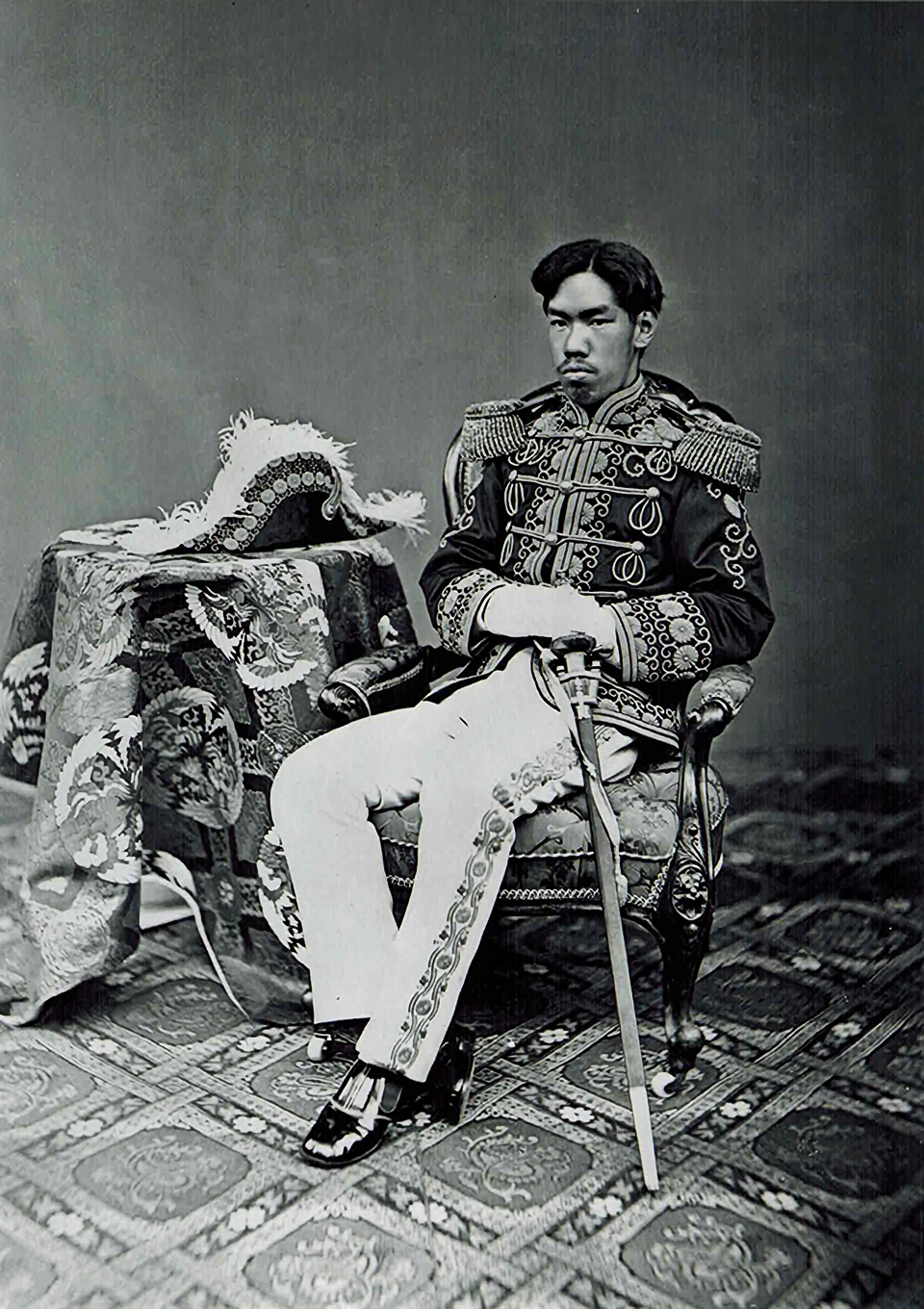
明治6年制定の軍服風御服を着用した明治天皇
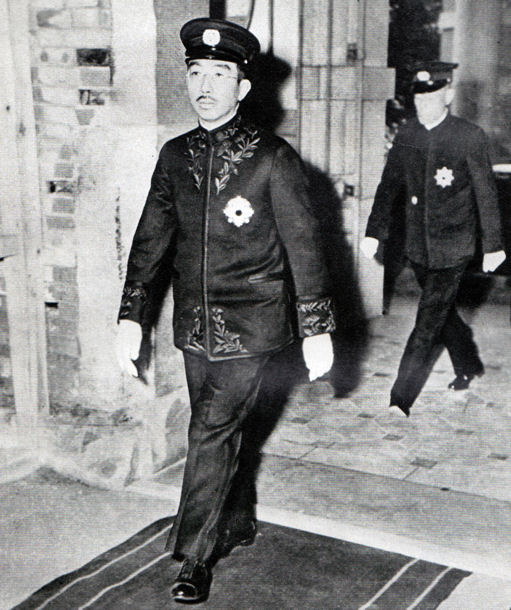
昭和20年制御服を着用した昭和天皇

## 皇族大礼服
皇族大礼服は、「皇族大礼服制」（明治6年2月22日太政官布告第64号）を以って制定された当初、非役有位大礼服の桐紋を菊紋（十四葉一重裏菊紋）に置き換えたようなデザインであった。しかし、非役有位との区別がつきにくいことから、明治9年10月12日太政官布告第125号を以って菊紋唐草模様に改められた。
明治44年（1911年）には「皇族服装令」（明治44年5月26日皇室令第3号）が公布され、明治6年及び明治9年の太政官布告は廃止された（同令附則）。服装令では皇族の大礼服と小礼服が定められており（同1条）、大礼服は太政官布告の菊紋唐草模様が桜花唐草模様となり、襟元を詰襟（立襟を最上部まで閉じる）とする旨が明記された。しかし、皇族が官職に就いている場合はその官職の服制に従うとされており（同5条）、かつ親王及び王は特別の事由がない限り満18歳以上になると陸軍又は海軍の武官に任じられたため（「皇族身位令」（明治43年皇室令第2号）第17条）、その多くは軍服を着用しており、皇族大礼服を着用した者は軍歴のない山階宮晃親王や多嘉王などごく少数に限られた。
太平洋戦争での敗戦により日本軍が解体されると、天皇の御服と同じく皇族の服装にも改正が加えられ、軍服に代わる常装の詰襟型皇族服が制定されたが（御服よりも装飾が少なく、菊紋は十四葉一重裏菊紋を用いる）、皇族服は昭和22年5月2日皇室令第12号「皇室令及附属法令廃止ノ件」を以って廃止された。

皇族大礼服
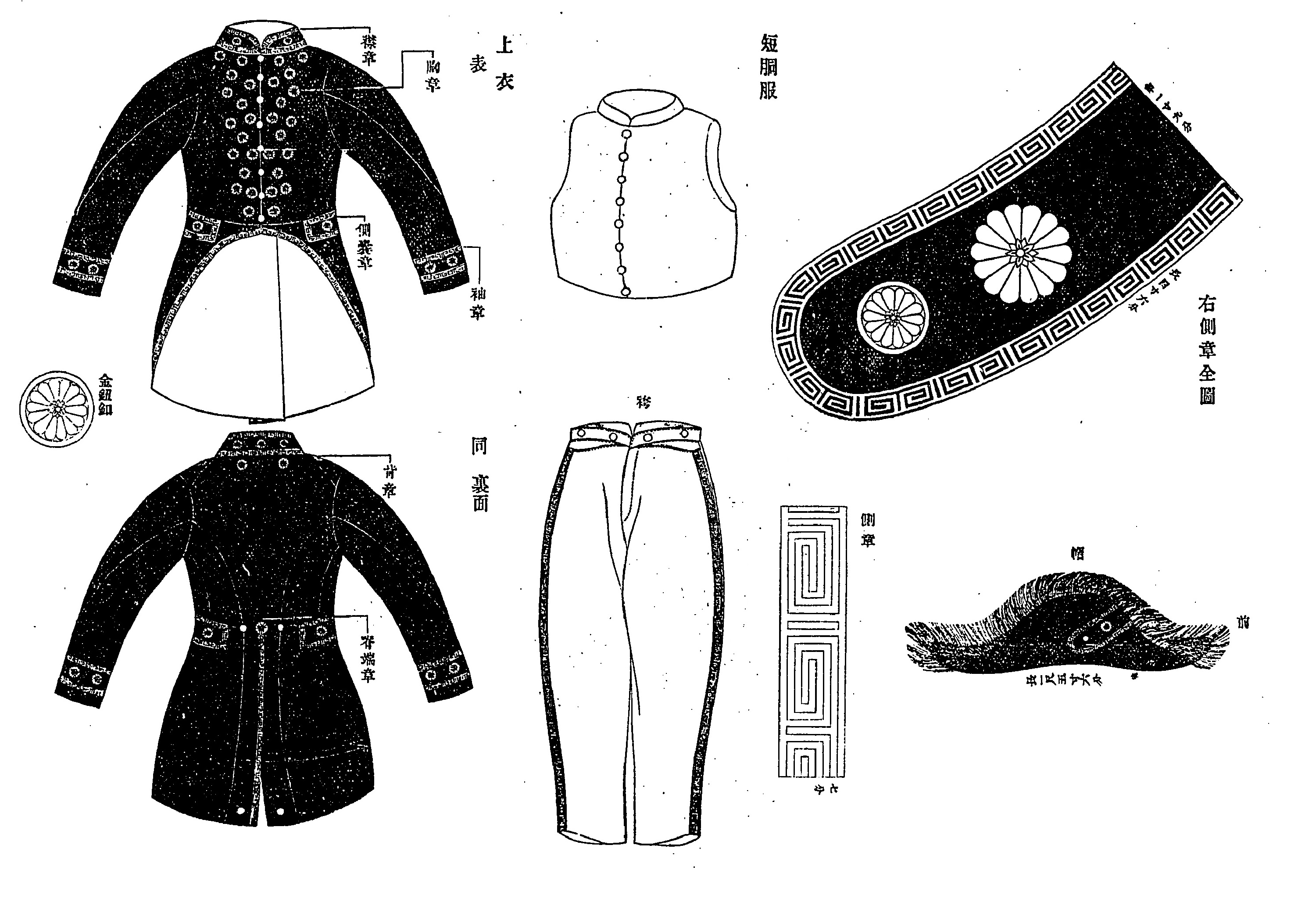
明治6年2月22日太政官布告第64号図式
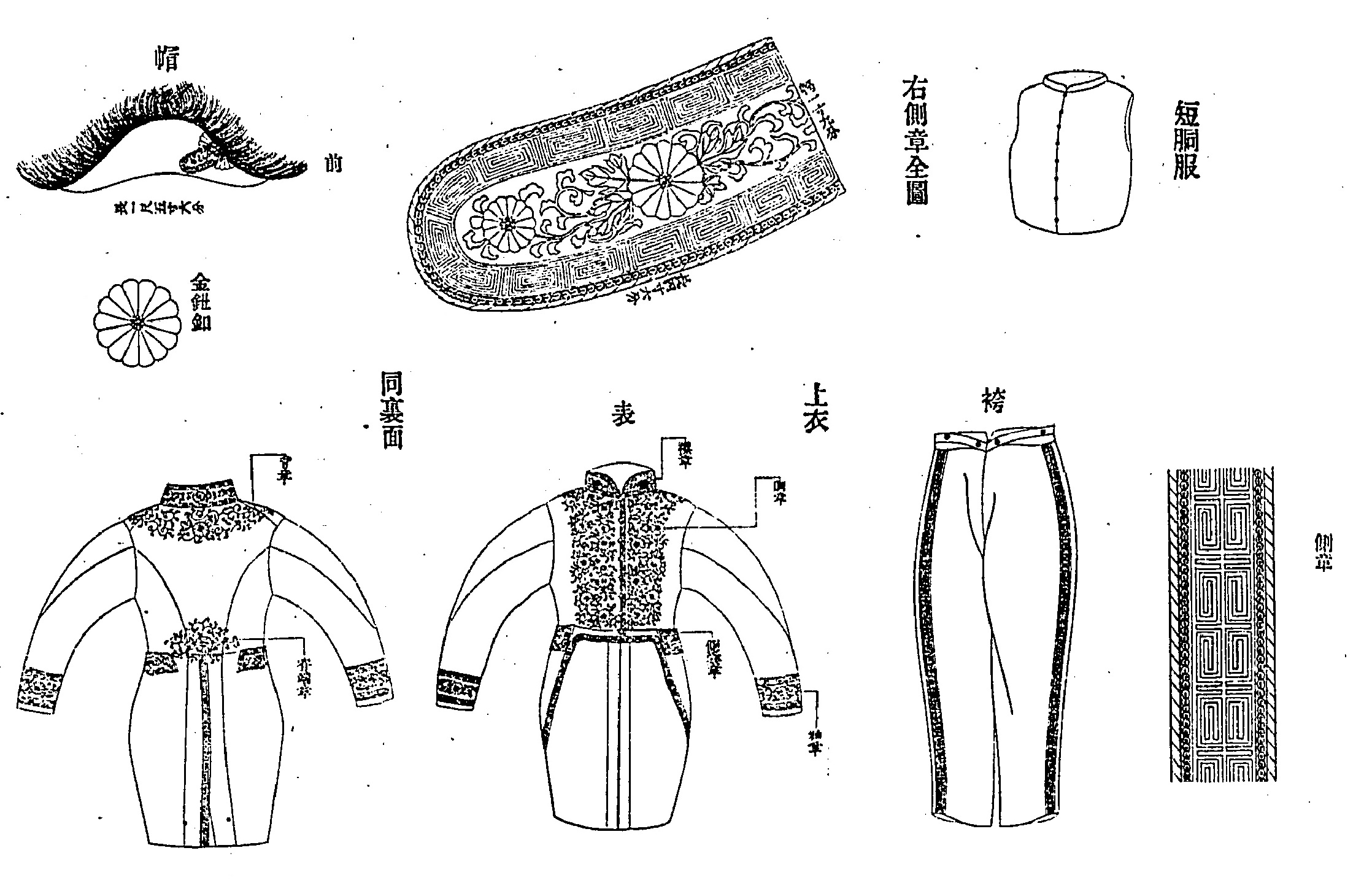
明治9年10月12日太政官布告第125号図式
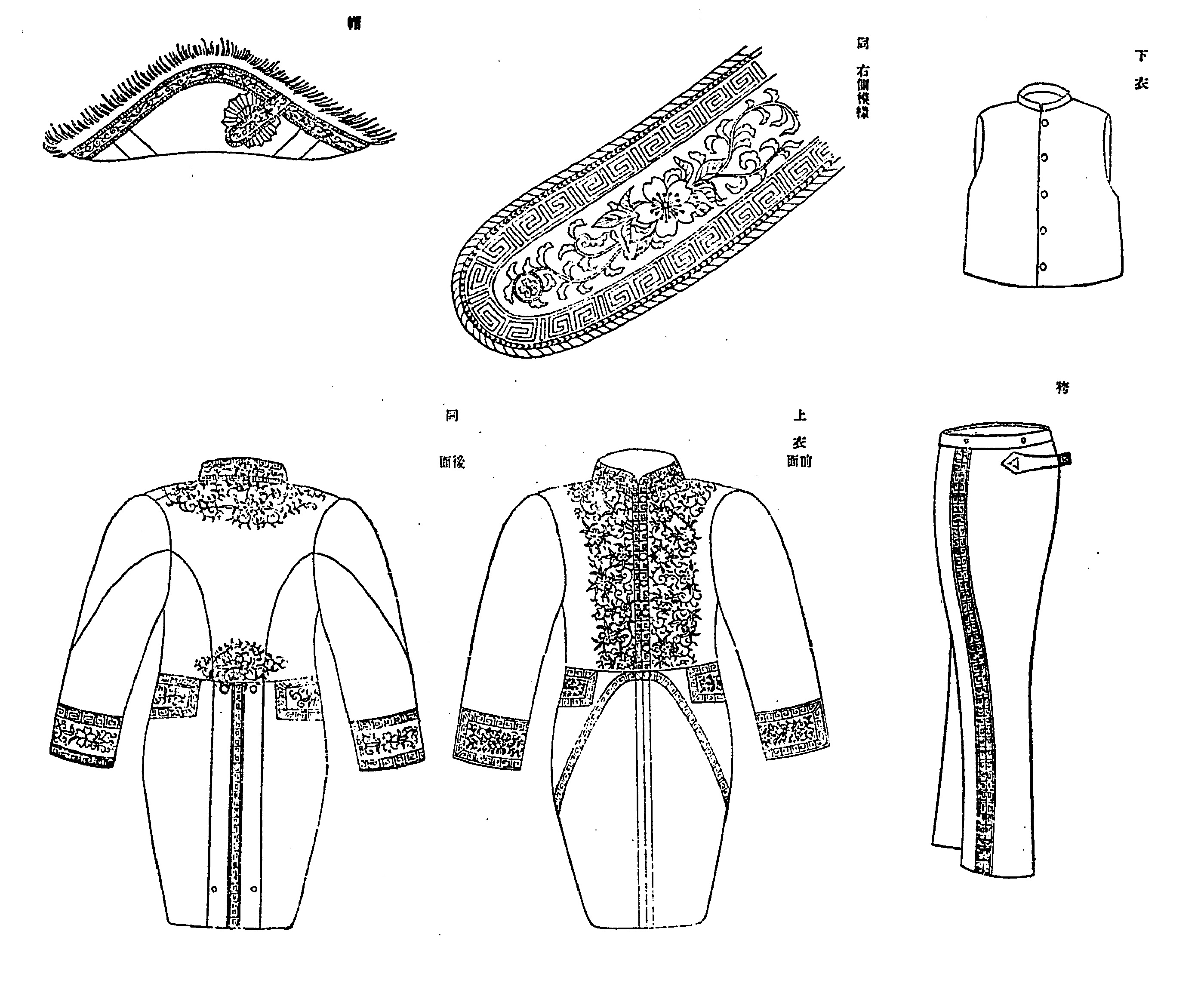
明治44年5月26日皇族服装令図式

## 王公族大礼服
明治43年（1910年）の韓国併合により王公族に位置付けられた旧大韓帝国皇室の李王家が着用する大礼服については、「王公族ノ服装ニ関スル件」（昭和2年1月18日皇室令第1号）により「皇族服装令」を準用することが定められ、皇族大礼服（明治44年様式）における桜花の装飾を李花に代えることとされた（すなわち李花唐草模様となる）。しかし、王公族も皇族同様に特別の事由がない限り満18歳以上になると陸軍又は海軍の武官に任じられ（「王公家軌範」（大正15年12月1日皇室令第17号）第59条）、その多くは軍服を着用した。
戦後「皇室令及附属法令廃止ノ件」(昭和22年5月2日皇室令第12号)により廃止された。

## 有爵者大礼服
明治17年7月7日宮内省達の華族令により五爵位が制定されたのに伴い、有爵者のための大礼服が明治17年10月25日宮内省乙第8号達を以って制定された。その後、韓国併合により誕生した朝鮮貴族についても同形式の有爵者大礼服が「朝鮮貴族タル有爵者大礼服制」（明治43年皇室令第22号）により華族と別に定められた。当初定められた朝鮮貴族の明治43年様式は、装飾を金で統一した華族の明治17年様式との区別をはかるため、帽右側章、衿章、袖章などの唐草模様刺繍やエポレットおよび剣緒の総の一部に銀を交えた意匠がとられたが、1920年（大正9年）10月30日の改正により朝鮮貴族の有爵者大礼服も明治17年様式に統一された（従前の規定で調製された分については宮内大臣の許可を得れば当分の間は着用可能とされた）。戦後「皇室令及附属法令廃止ノ件」(昭和22年5月2日皇室令第12号)により両者とも廃止された。

### 構成
有爵者大礼服は、胸部の飾章がなく、立襟型で肩章が付く点が文官大礼服と大きく異なる。
爵位の識別
上衣の衿章及び袖章並びに帽右側章の地質が、公爵は紫、侯爵は緋、伯爵は桃、子爵は浅黄、男爵は萌黄色とされた。
帽
黒色の山形帽。飾毛は白駝鳥羽。明治43年様式では、右側章の唐草模様が銀に定められていた。
上衣
黒色の立襟燕尾服型。肩にエポレットをつける。明治43年様式では、衿章と袖章の唐草模様が銀に定められ、エポレットは桐章を銀に、総は金銀を交互に配することとされた。
下衣（チョッキ）
白羅紗と黒羅紗と2種あり、白羅紗は特別大礼に用いる。
袴（ズボン）
白羅紗と黒羅紗と2種あり、白羅紗は特別大礼に用いる。側章は巾1寸の金線1条。
釦
金地に五七の桐。
剣
長さは2尺3寸5分。明治43年様式では、剣緒の総を金銀交錯したものが定められていた。

## 宮内官制服

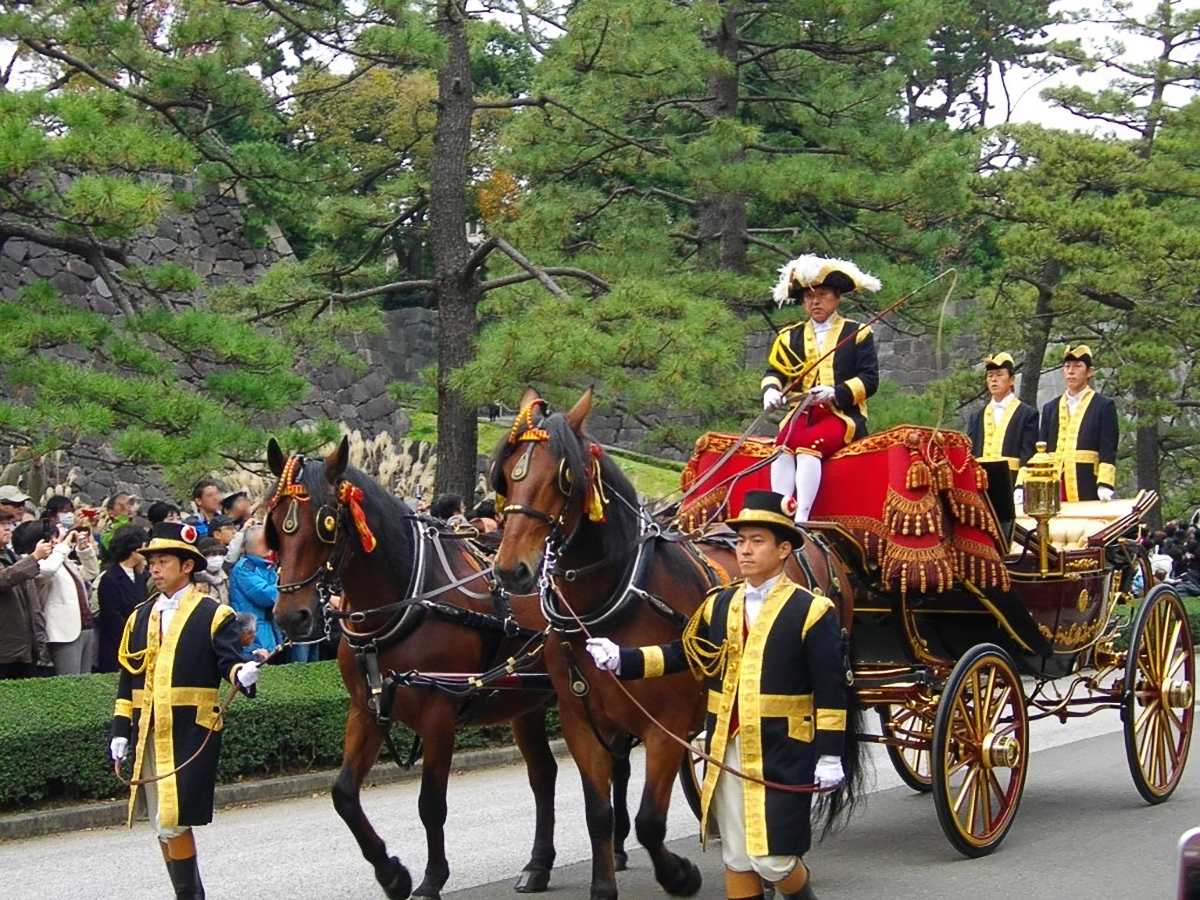
現在でも宮内庁車馬課の制服として残る、御者の中礼服。

明治17年（1884年）に侍従職及び式部職の勅奏任官大礼服が定められ、明治19年（1886年）には皇宮警察官、明治21年（1888年）には他の宮内官の制服が制定され、大礼服も定められた。また、1889年（明治22年）には東宮職勅奏任官大小礼服（明治22年12月23日宮内省達第26号）、明治24年（1891年）には「宮内省高等官供奉常服」が定められた（明治24年11月24日宮内省達甲第3号）。これらの服装規定は明治44年（1911年）改正の際に一本化され、昭和3年（1928年）に大改正がなされたが、戦後「皇室令及附属法令廃止ノ件」(昭和22年5月2日皇室令第12号)により廃止された。

### 明治17年制式
明治17年10月29日太政官達第91号により、侍従職及び式部職の勅奏任官大礼服が定められた。ガウン型のこの服はプロイセンの宮廷礼服を参考としており、山縣有朋の献策により制定されたといわれる。

明治17年10月29日太政官達第91号図式
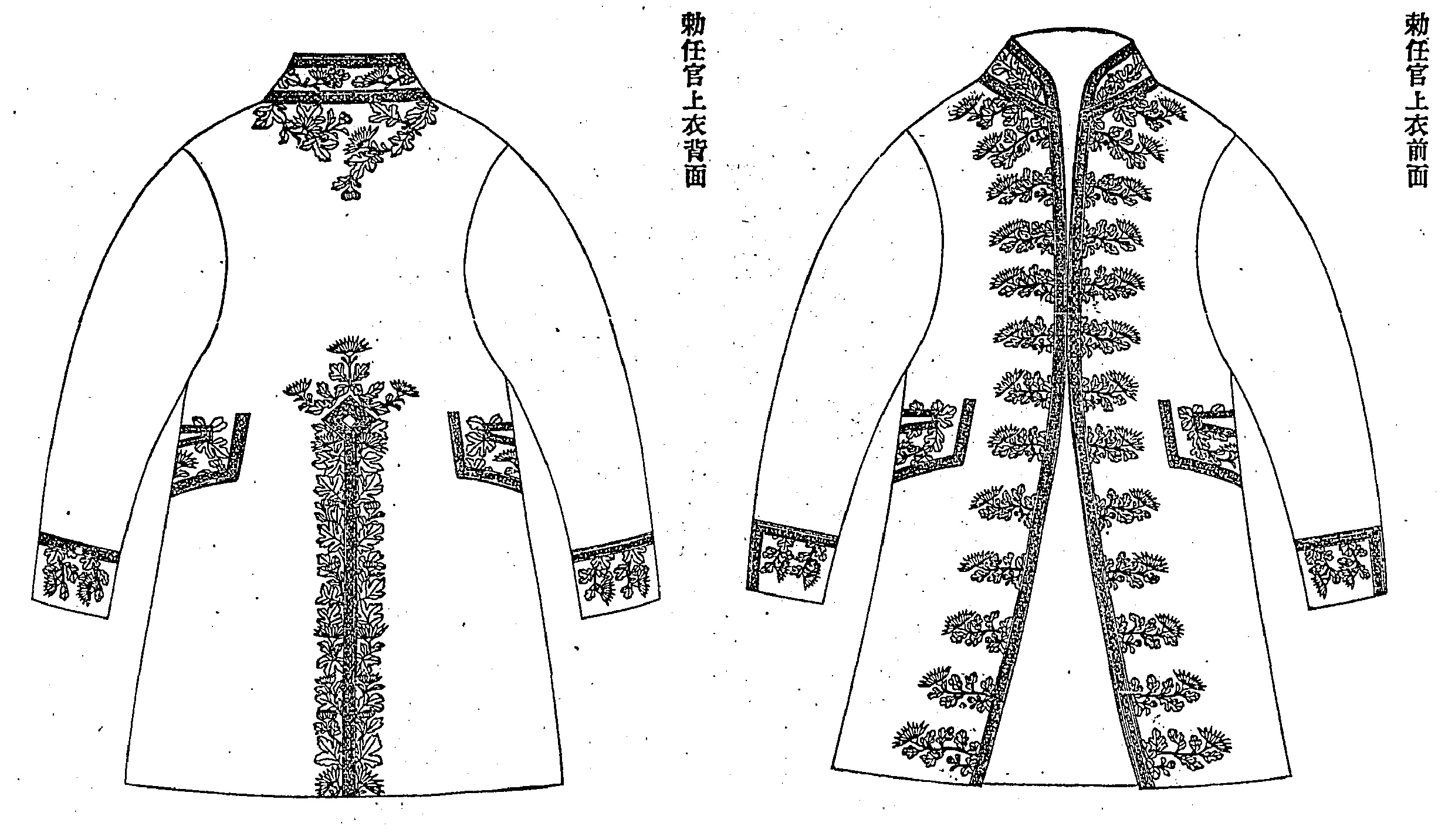
勅任官
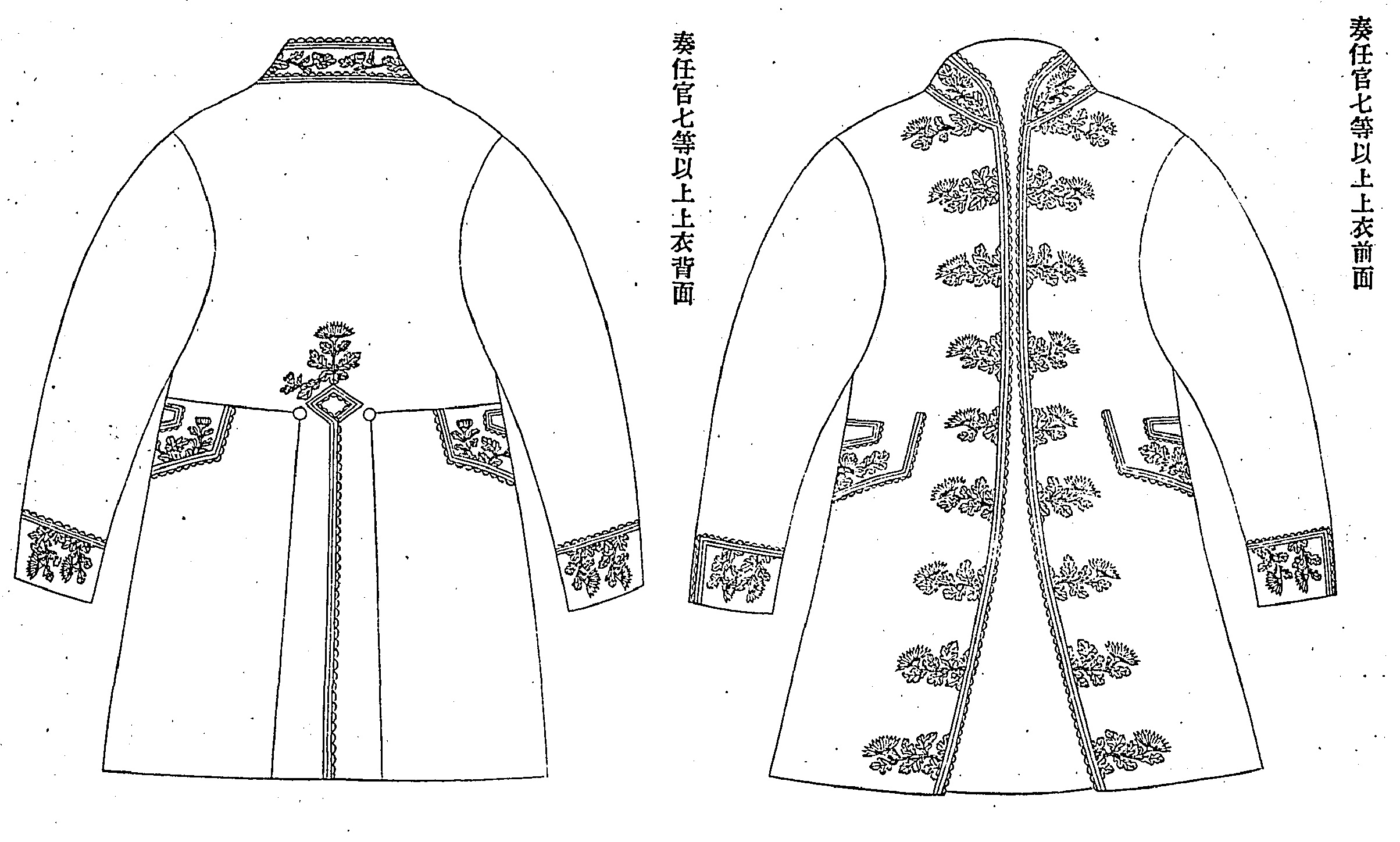
奏任官七等以上
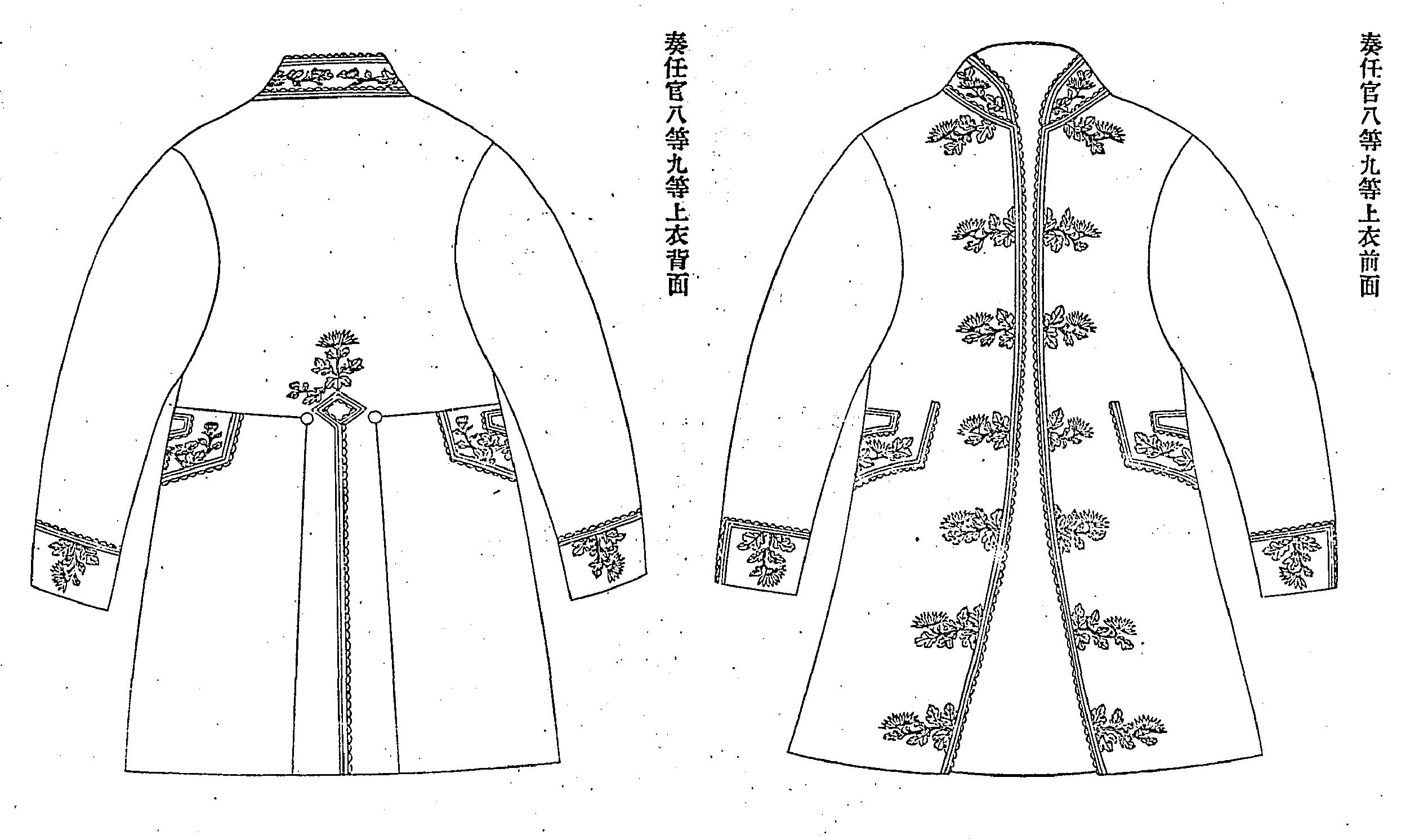
奏任官八・九等

### 明治19年制式
明治19年6月26日宮内省達第9号を以って皇宮警察官服制が制定され、大礼服に相当する正服も定められた。この服装はイギリス陸軍将校の服装に倣ったものである。

明治19年制式皇宮警察官正服 明治19年6月26日宮内省達第9号図式
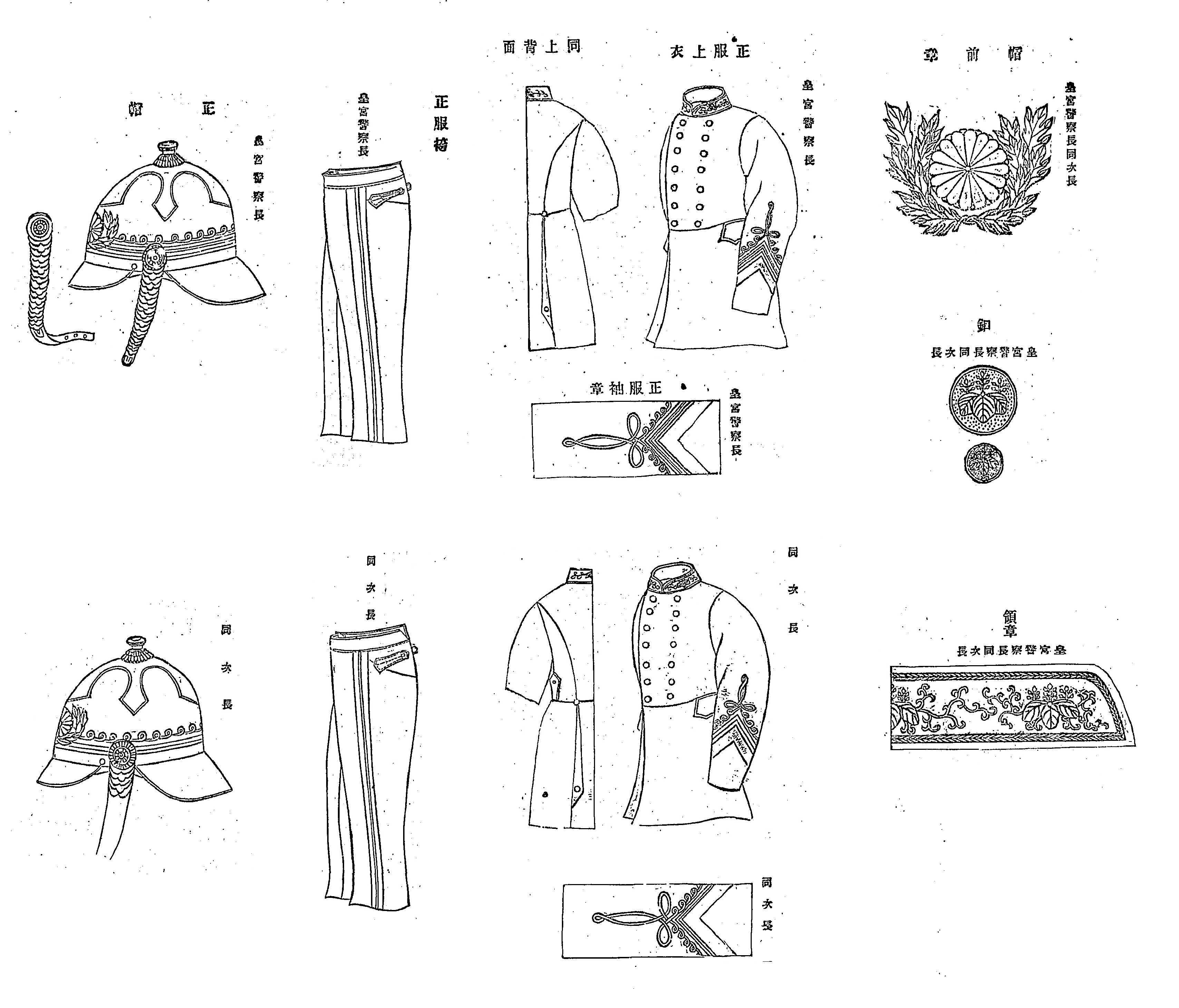
皇宮警察長・同次長
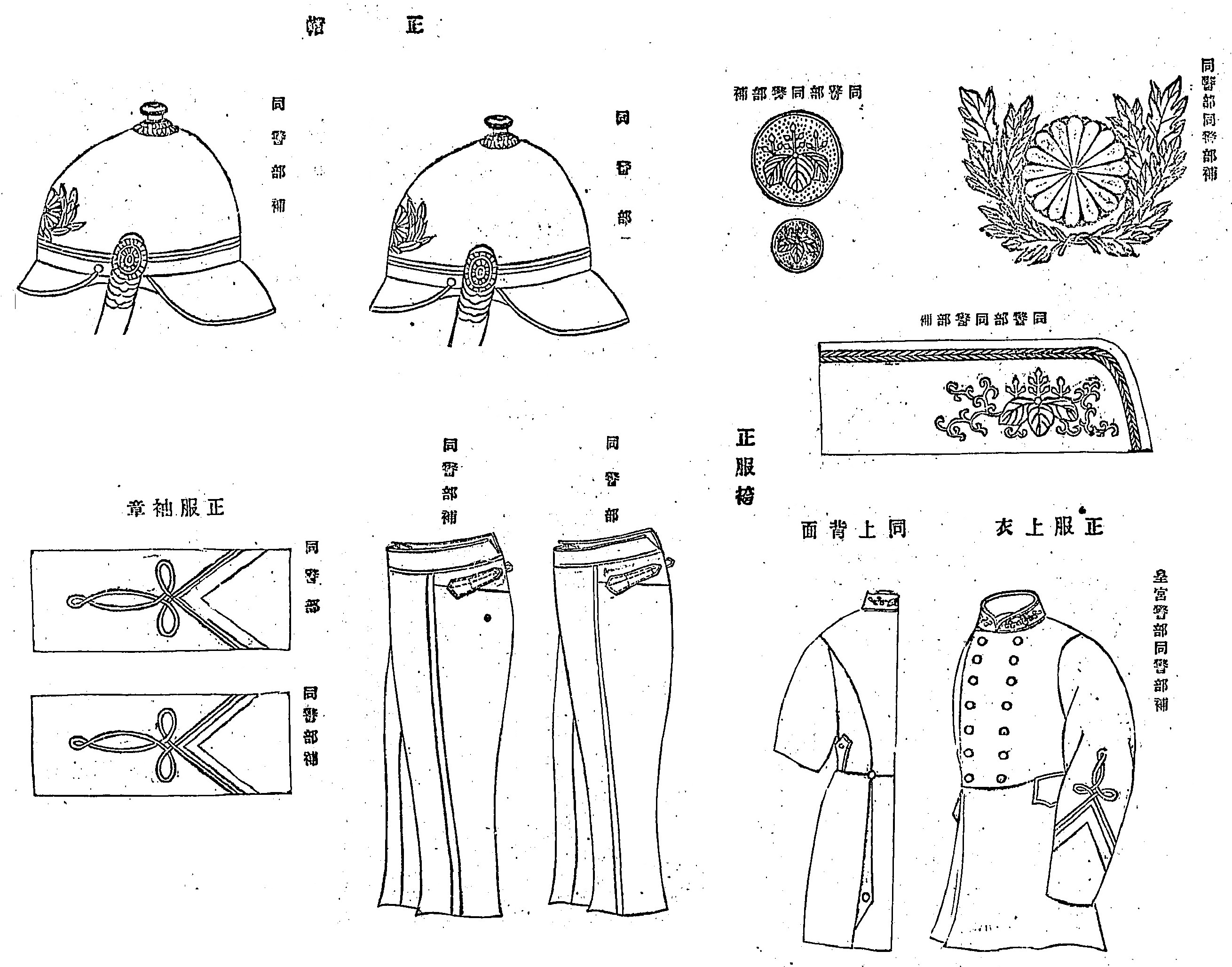
皇宮警部・同警部補
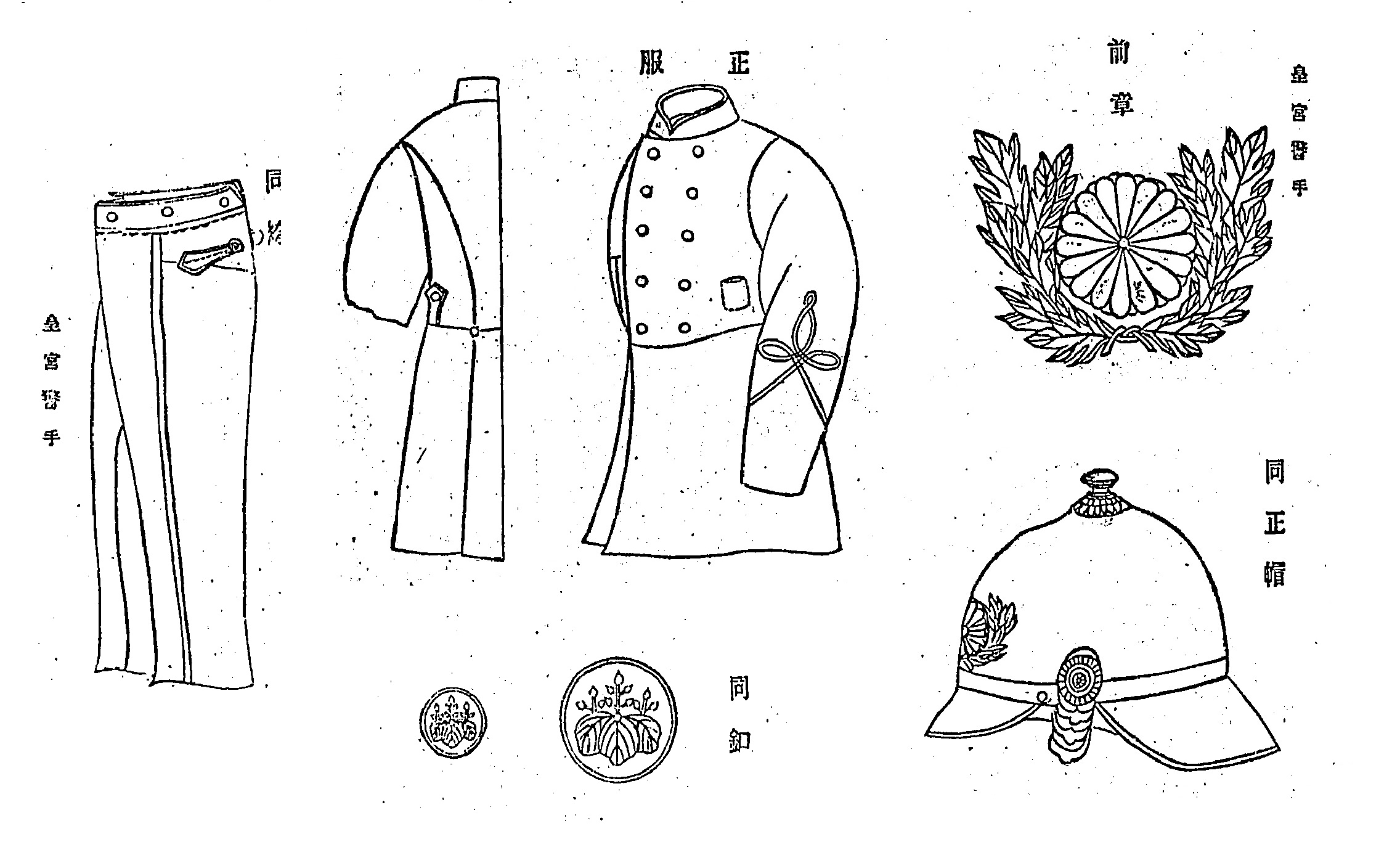
皇宮警手

### 明治21年制式
明治21年（1888年）9月24日、宮内省において宮中勤務者の制服について協議が行われた。出席者は宮内大臣土方久元、式部長官鍋島直大、大膳大夫岩倉具定、皇后宮大夫香川敬三、主馬頭（氏名不明）、そして宮内省顧問のお雇い外国人オットマール・フォン・モールであった。
その結果、主殿寮勅奏任官服制（明治21年11月2日宮内省達第22号）、主猟局勅奏任官服制（明治21年10月8日宮内省達第19号）、主馬寮中頭権頭助権助車馬監調馬師服制（明治21年12月12日宮内省達第24号）が順次整備され、舎人や御者等の大・中礼服及び通常服も制定された。

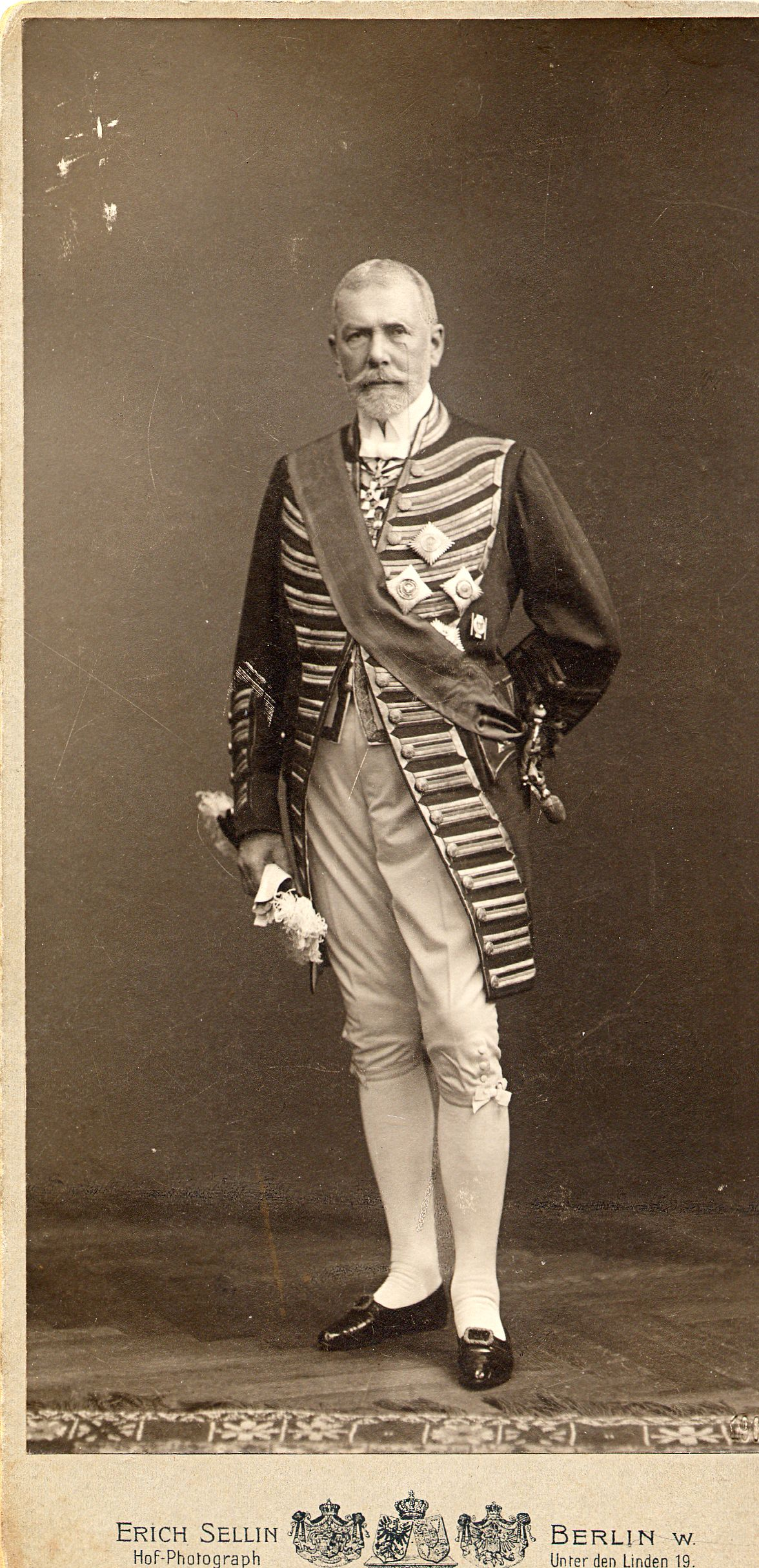
オットマール・フォン・モール
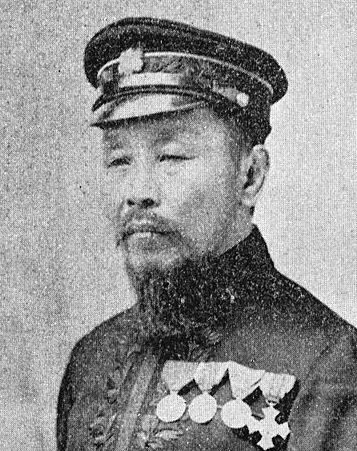
土方久元（明治24年制供奉服を着用）
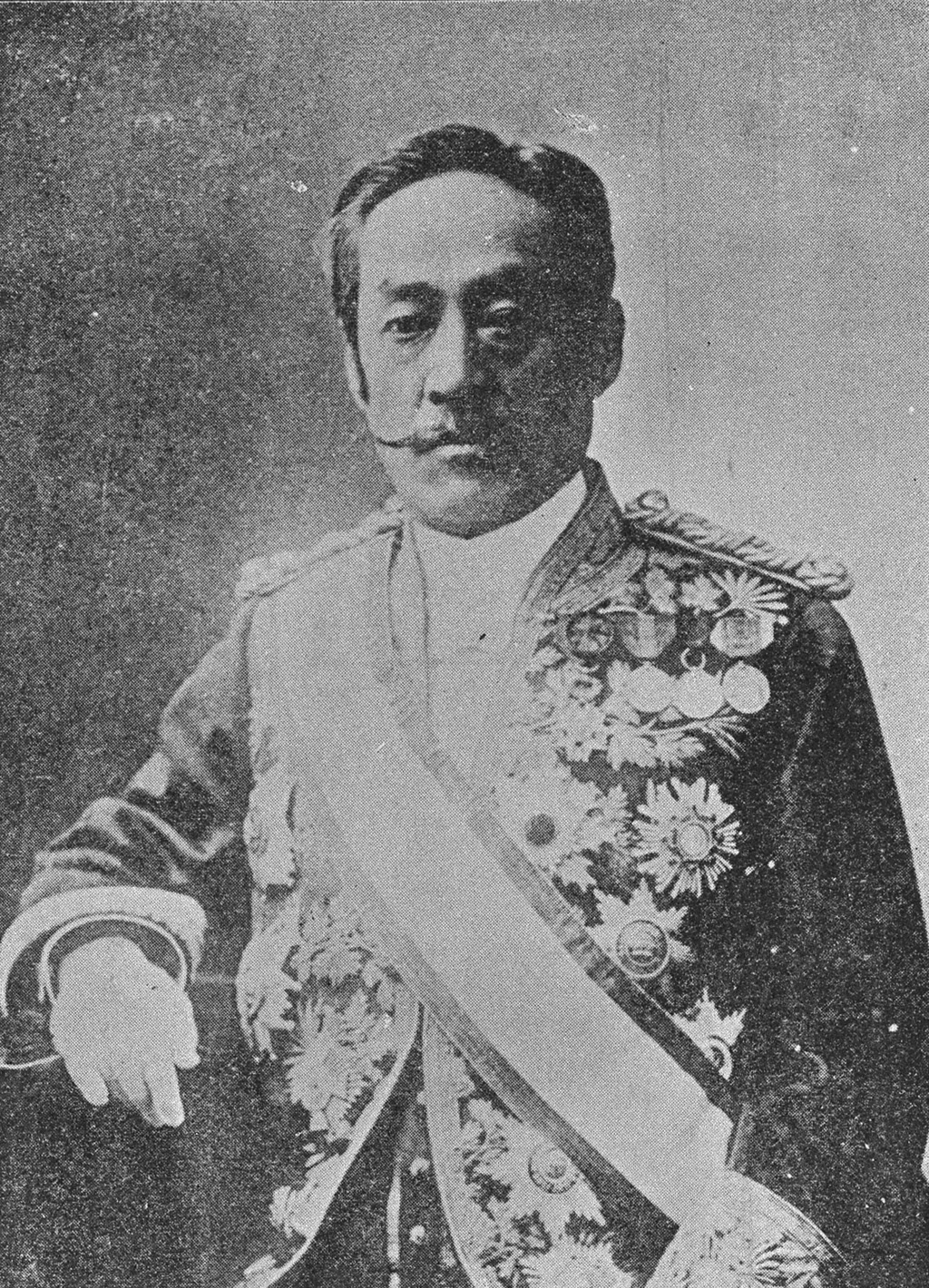
岩倉具定（明治44年制勅任宮内官大礼服を着用）

### 明治44年制式
上記明治17年乃至24年の服制が全て廃止され、「宮内官制服令」（明治44年5月26日皇室令第4号）として一本化された。制式の主な改正点としては、勅任官の大礼服にはショルダ-ノッチ型の肩章が付くようになり、主馬寮高等官の大礼服はチュニックとなった。
一方、明治44年5月9日付けの改正案（皇族服装令、宮内官制服令、奏任待遇宮内職員制服規程及判任待遇等外宮内職員制服規程案）には皇宮警手等の下級職員の服制も含まれていたが、公布された制服令では「宮内大臣ハ奏任待遇判任待遇及等外宮内職員ノ服制ヲ定ムルコトヲ得」とされ（第17条）、以後別途宮内省令により定められるようになった。そして、奏任待遇宮内職員の服制は明治44年5月27日宮内省令第4号、判任待遇及等外宮内職員は同5号を以って改正された。また、奏任待遇以下の宮内職員が職務の必要上着用する服装は、大礼服相当のものも含めて「職服」と称されるようになった。

明治44年5月27日皇室令第4号図式
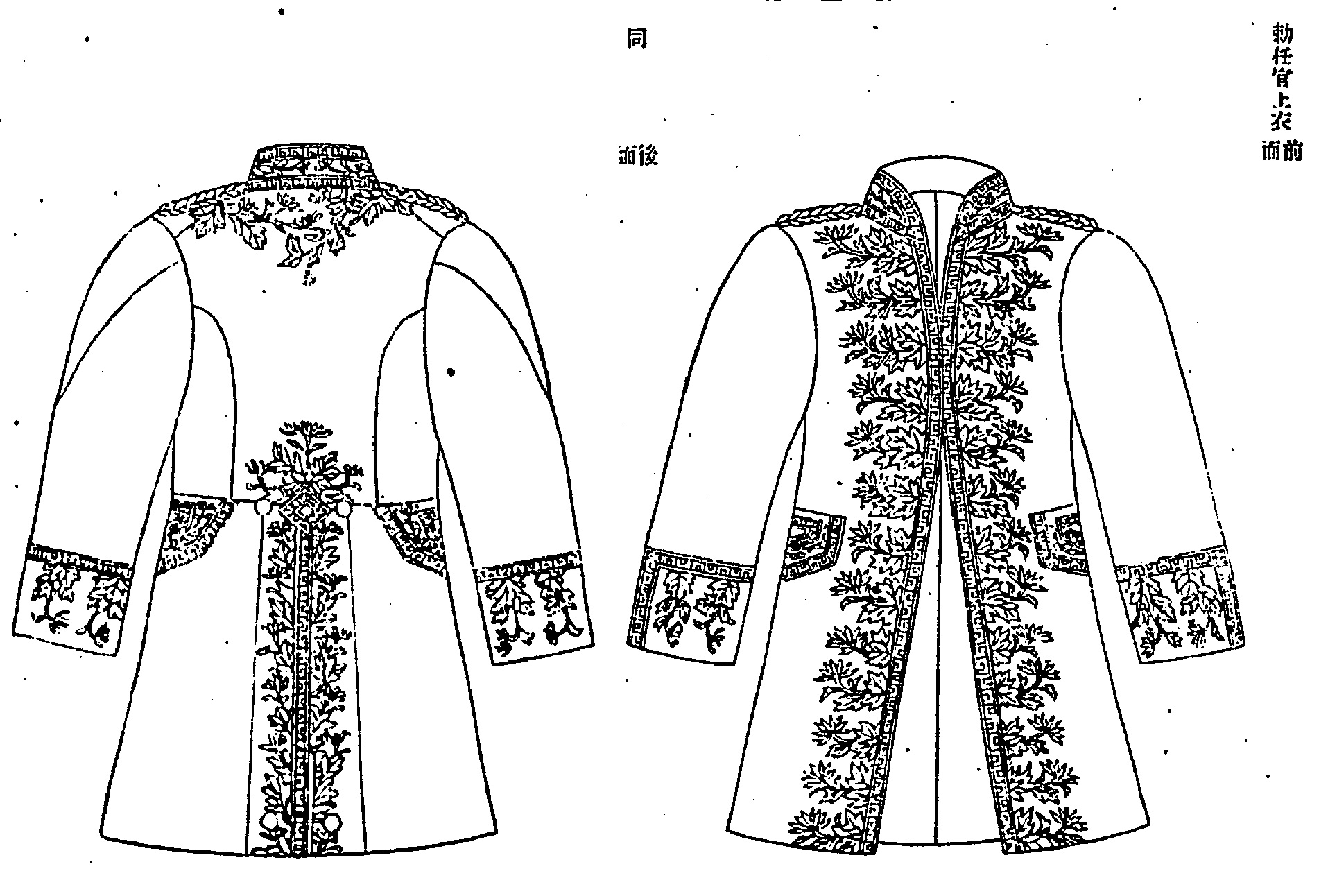
勅任官
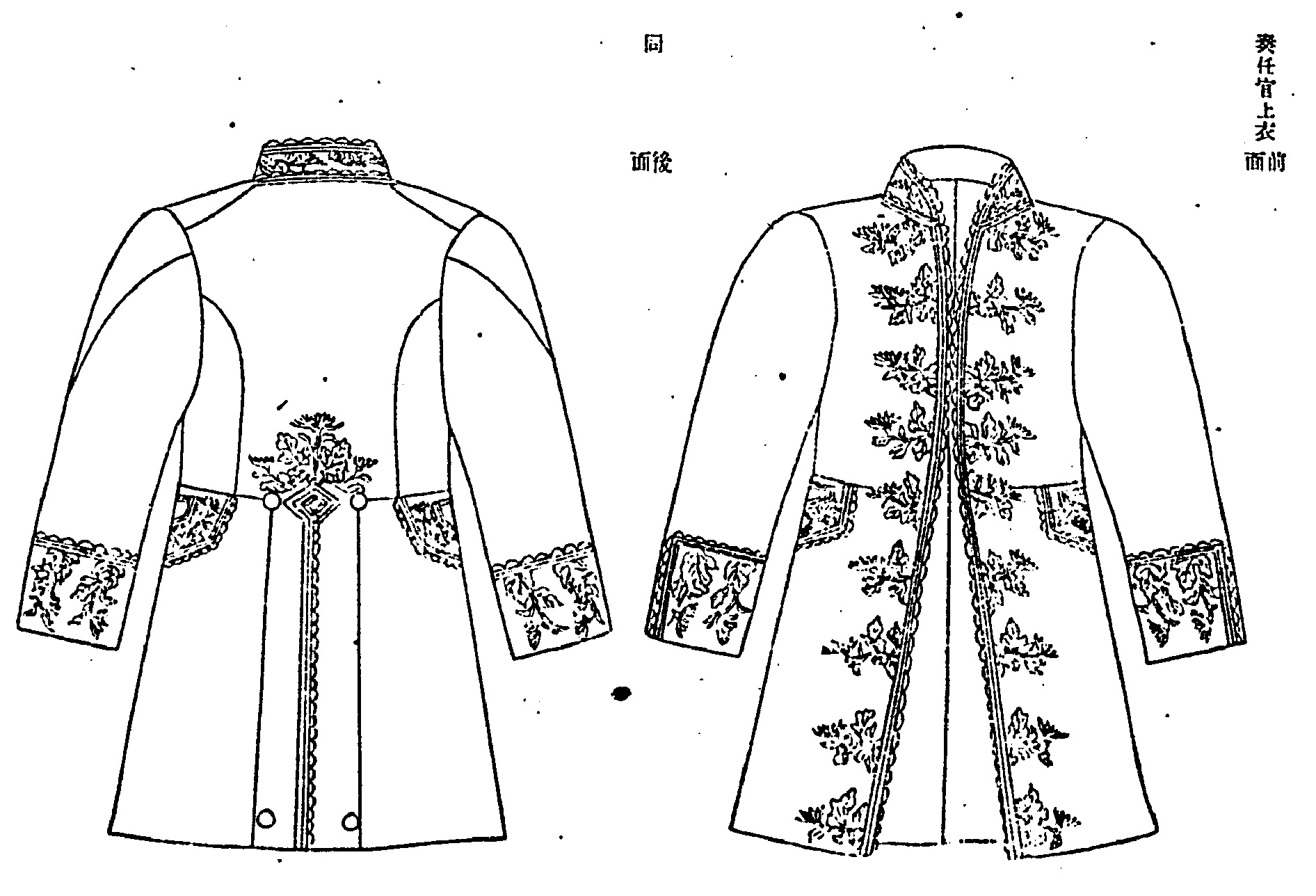
奏任官
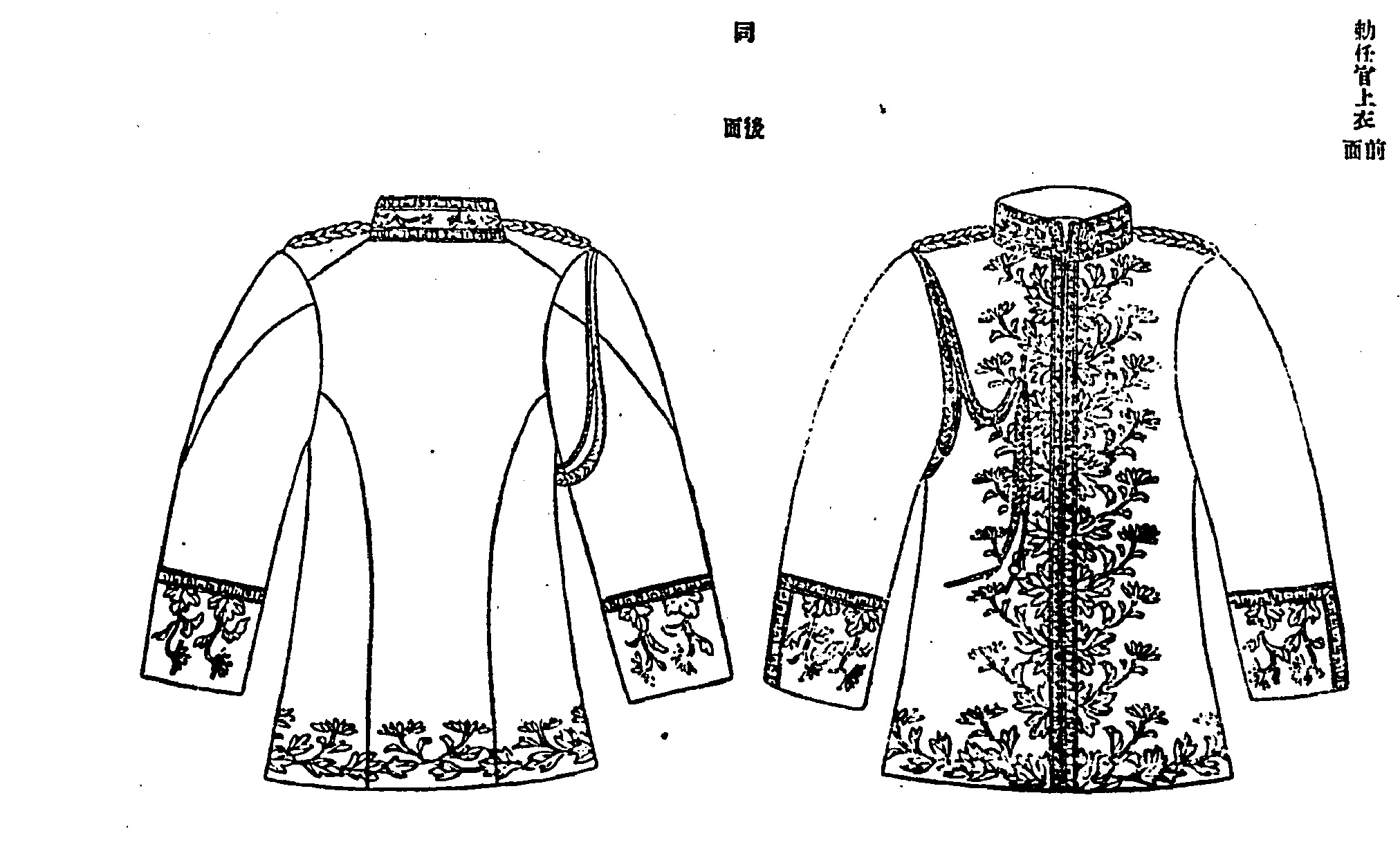
主馬寮勅任官
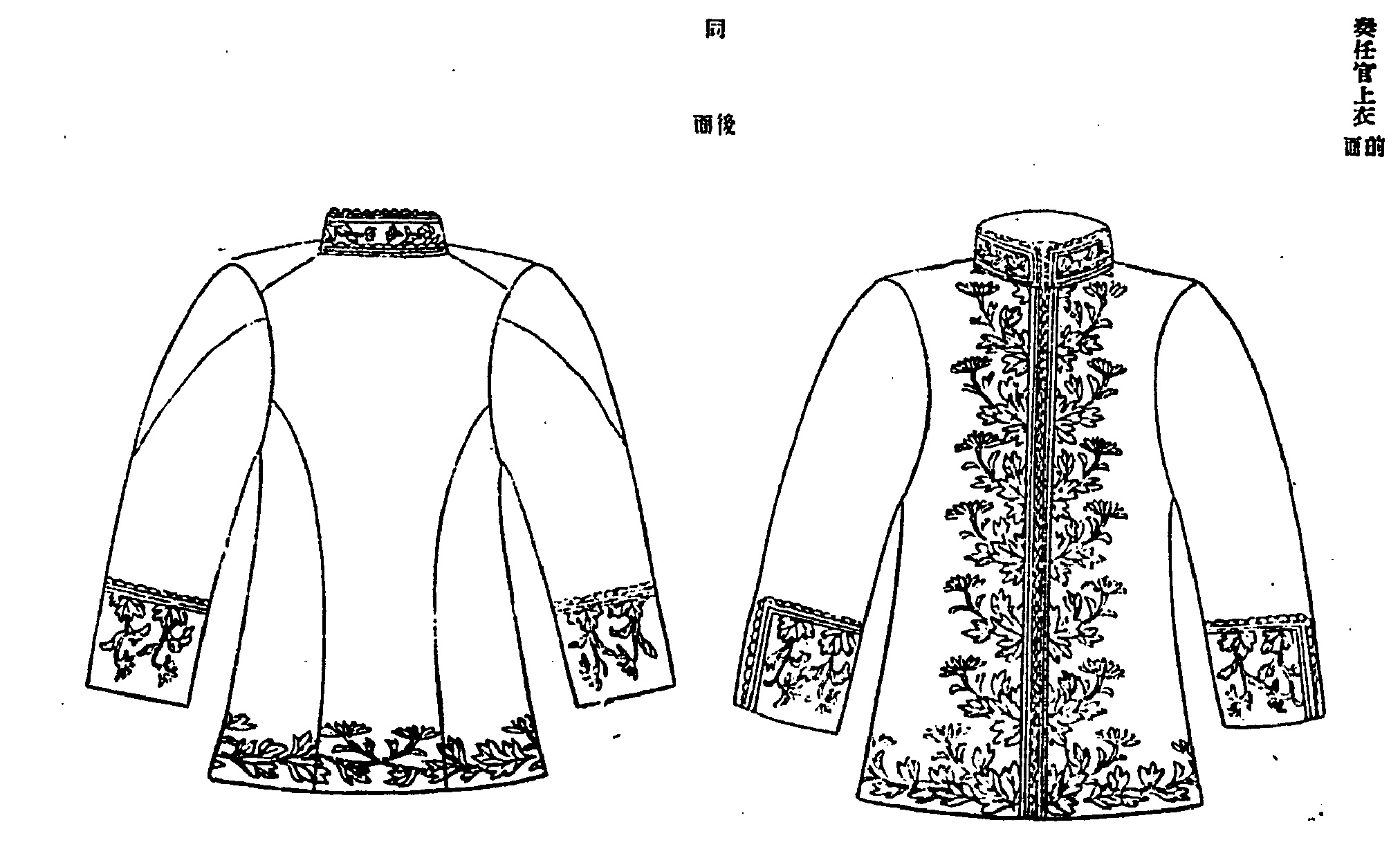
主馬寮奏任官

### 昭和3年制式
「宮内官制服令」は昭和3年3月16日皇室令第2号を以って改正された。主馬寮以外の高等官大礼服はこれまでのガウン型から燕尾型となり、立襟は上まで閉じるタイプに改められた。宮内官の調製負担削減に効果があり、特に勅任官大礼服は従来の半分程度の出費で済むようになった。また、奏任官から勅任官となった場合でも、奏任官大礼服に多少の刺繍を施すことで再利用できるメリットがあった。戦後、「皇室令及附属法令廃止ノ件」(昭和22年5月2日皇室令第12号)により廃止された.

昭和3年3月16日皇室令第2号図式
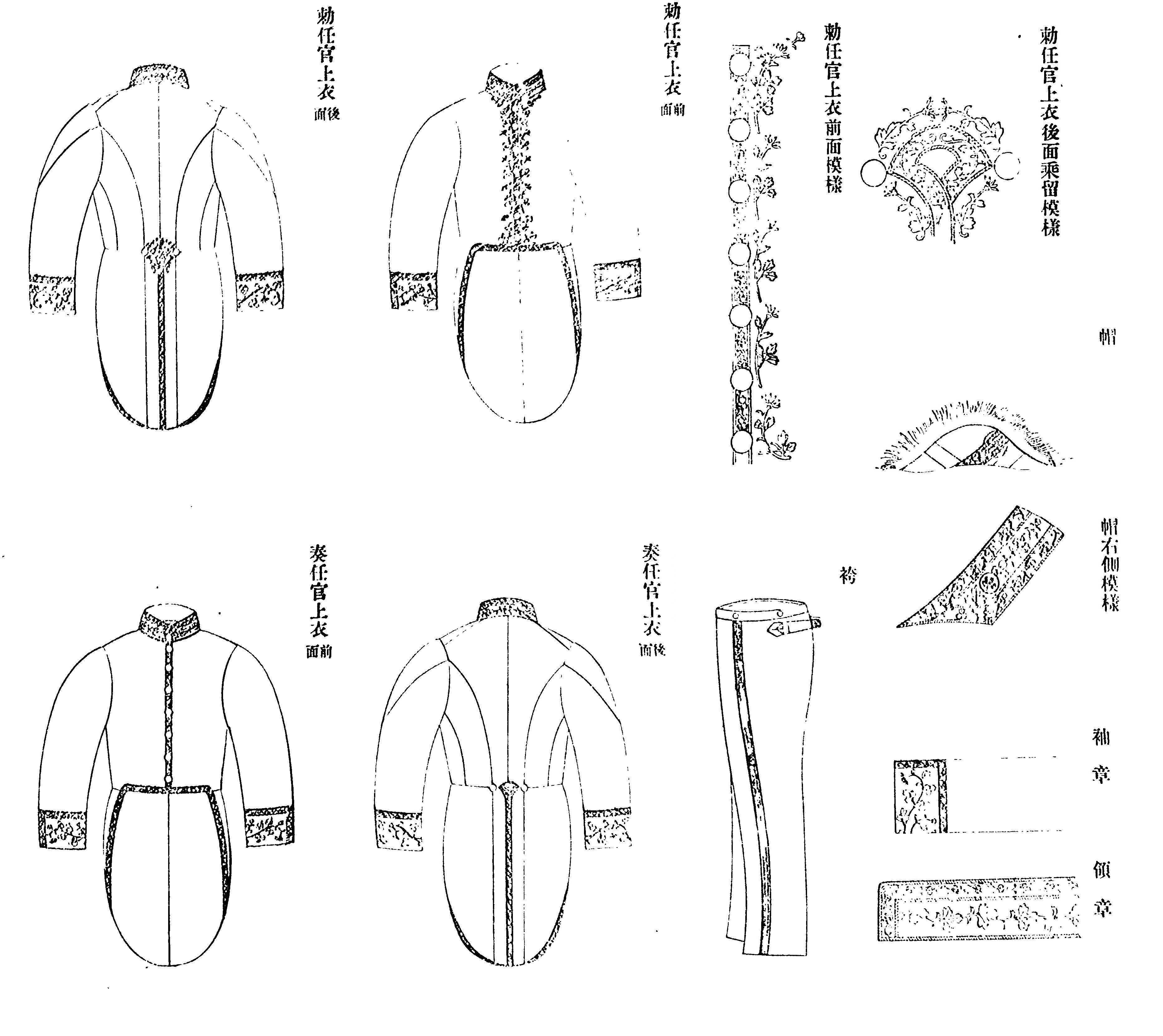
勅奏任官
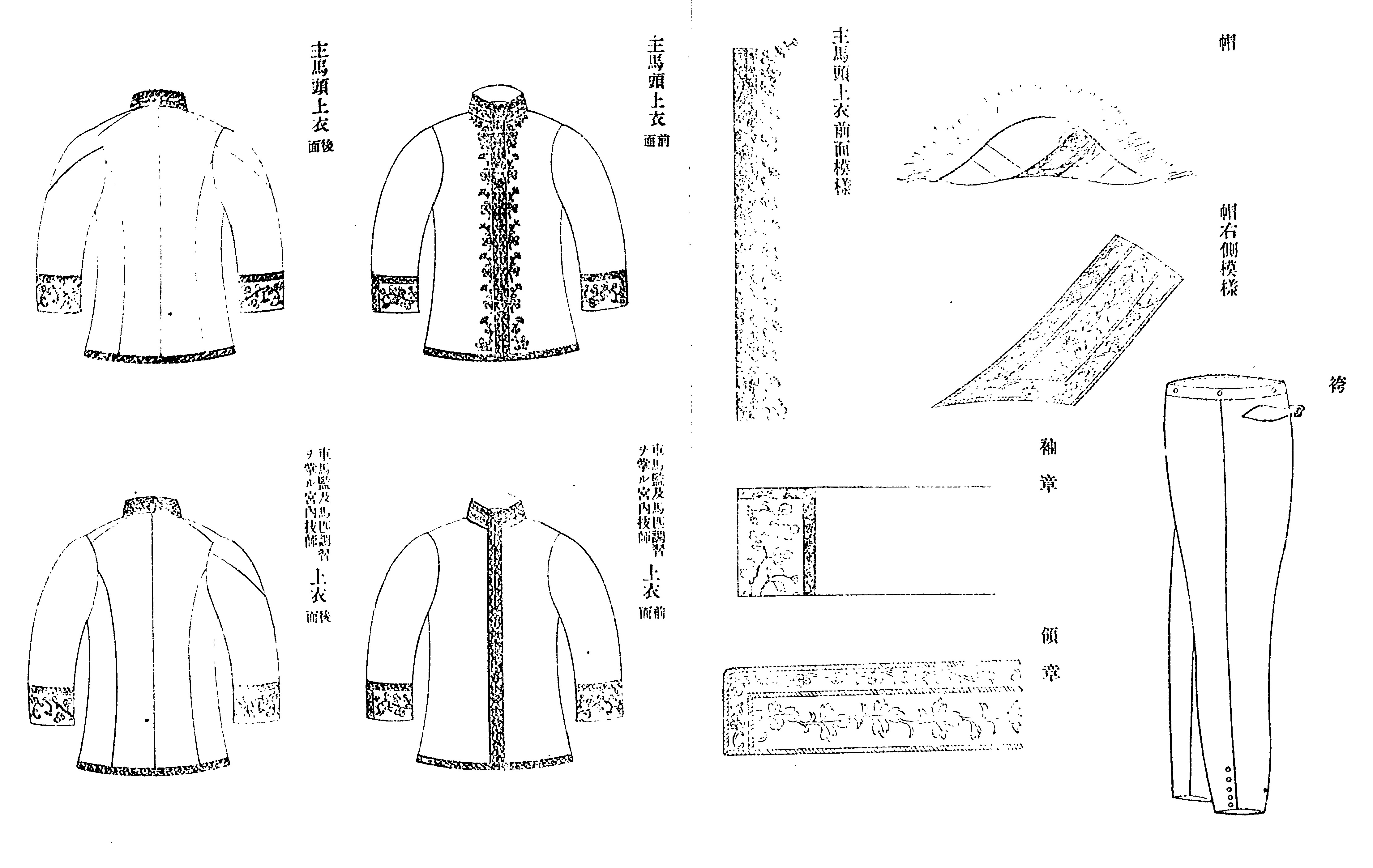
主馬寮勅奏任官
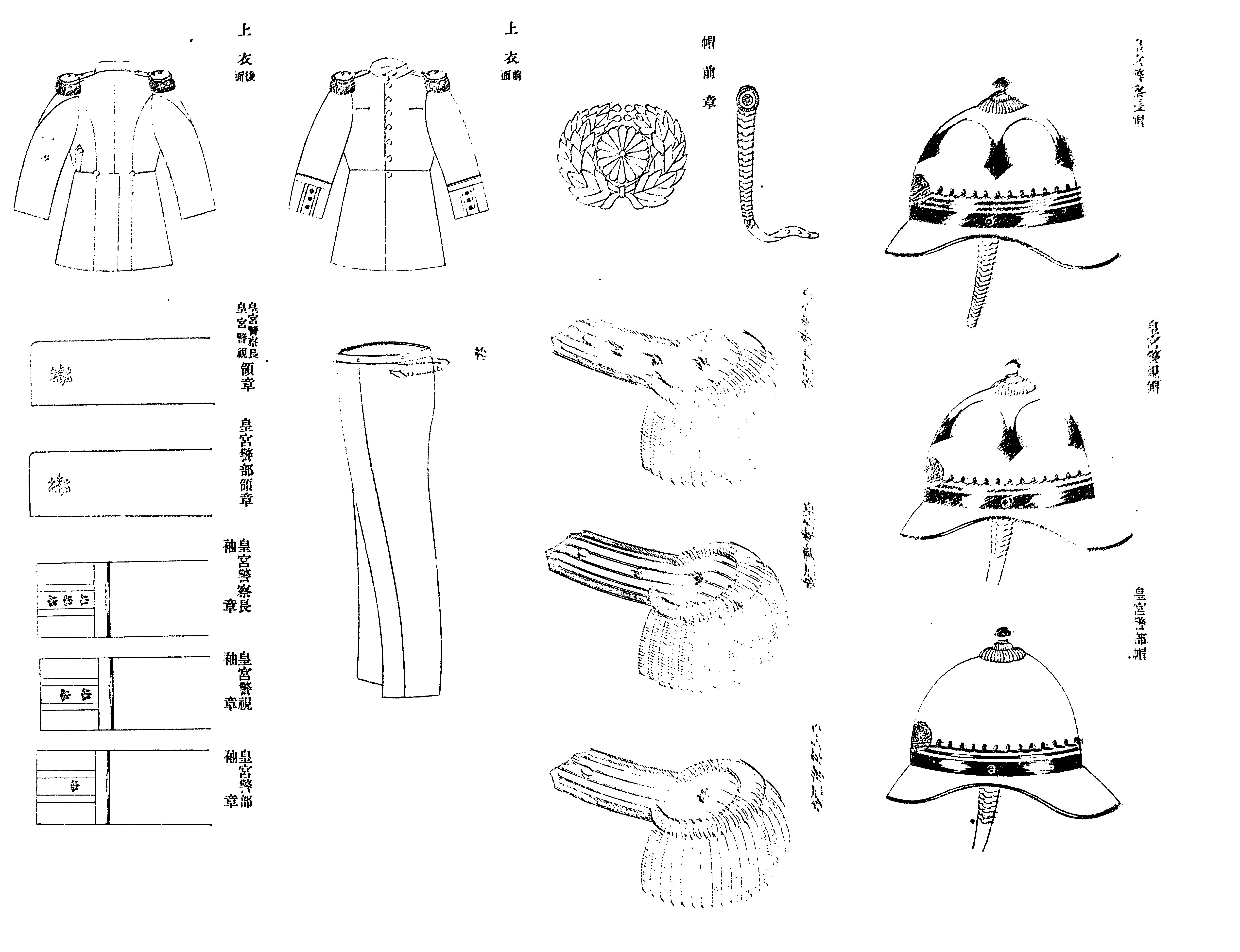
皇宮警察官